# Historia del Club Deportivo Universidad Católica (fútbol)

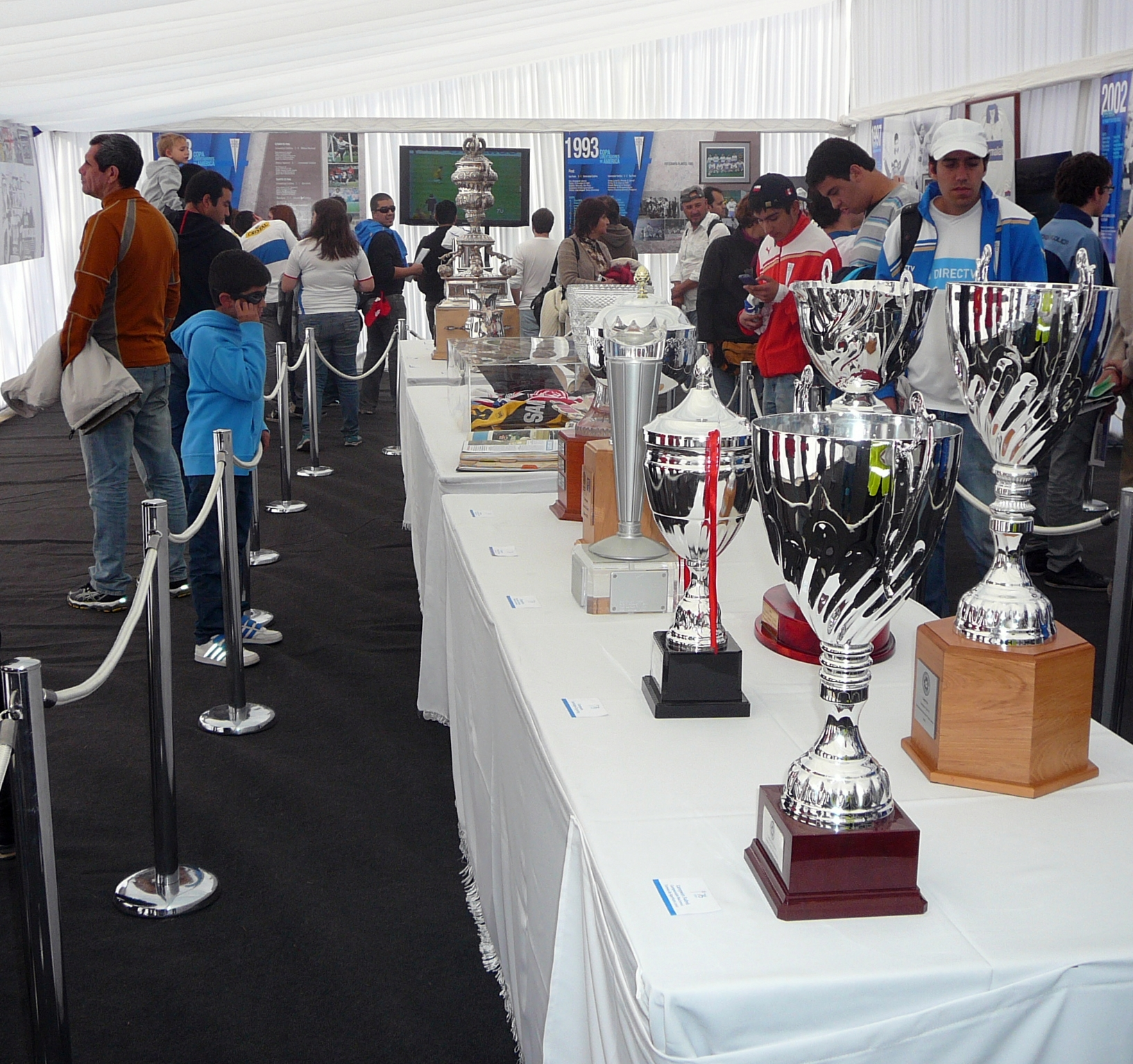
Parte del Museo de Universidad Católica en el aniversario septuagésimo sexto.

La historia de Universidad Católica comienza oficialmente el 21 de abril de 1937. Ha sido uno de los cuatro equipos chilenos que ha disputado una final de la Copa Libertadores de América y el último en hacerlo (1993). Universidad Católica fue designado como club clásico (Classic Club) por la FIFA en 2012.
Ha ganado 16 torneos nacionales de Primera División,  4 Copa Chile, 4 Supercopa de Chile, 1 Copa de la República, 2 torneos de Segunda División y 11 liguillas (8 Pre-Libertadores y 3 Pre-Sudamericana). A nivel internacional, conquistó la Copa Interamericana 1994. Adicionalmente, ha sido uno de los cuatro equipos chilenos que ha disputado una final de la Copa Libertadores de América y el último en hacerlo, en 1993. En cuanto a torneos internacionales no oficiales, ganó en 1950 el Torneo Internacional de Pascua, organizado por la Federación Catalana.

## Antecedentes

### Universidad Católica Football Club
Los primeros antecedentes de la rama de fútbol se encuentran en la participación de Universidad Católica Football Club en la primera división de la Asociación Nacional de Football en 1908, entidad paralela a la Asociación de Fútbol de Santiago que agrupó, entre otros, a clubes como Santiago Football Club.

"El Club Deportivo Universidad Católica ya existía, sólo faltaba fundarlo"

Al año siguiente, Universidad Católica F.C. disputó el primer antecedente del Clásico Universitario frente a un seleccionado de la Universidad de Chile en la Cancha del Carmen, con resultado de 3:3 el 1 de noviembre de 1909. En aquella ocasión, UC F.C., cuyo uniforme habría sido de color verde, alineó con García en portería; Eyquem y Harriet en defensa; R. Rodríguez, Rochefort y D. Rodríguez en el mediocampo; y Livingstone, Víctor Vergara, Vigneaux, Castro y Bordeu en delantera. El equipo remontó un 0:3 logrando la igualdad con dos goles de Vergara y uno de Castro.
El 14 de noviembre del mismo año vuelven a enfrentarse. En ese partido de revancha, llamado Return Match, destacaron las intervenciones de Torres, arquero de Universidad Católica, y las combinaciones de sus compañeros Vergara, Rochefort. Livingstone y Castro. Los dos equipos se prodigaron por la victoria y el público asistente disfrutó un gran espectáculo. Católica F.C. se impuso por 4:1 sobre Universidad de Chile. En los años posteriores, el club de fútbol de la Universidad Católica continuó compitiendo de manera amateur en diversas asociaciones capitalinas.

### La Federación Deportiva UC

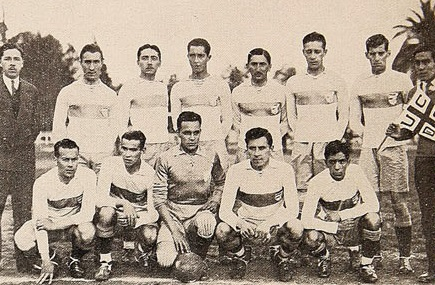
Universidad Católica en 1930, siete años antes de su fundación oficial.

En 1927 paso a integrar la Federación Deportiva de la Universidad Católica, que agrupó a las distintas disciplinas deportivas que se practicaban en la universidad, fundada el 30 de agosto de ese mismo año. En 1930, la Federación Deportiva se integró al Club Universitario de Deportes con el que continuó compitiendo de manera conjunta hasta su separación de este en 1936, motivada principalmente por la falta de identificación e interés de los estudiantes de la Pontificia Universidad Católica en participar de las actividades del club, así como por el predominio de la Universidad de Chile tanto en el área deportiva como dirigencial de este.
Ese mismo año, la rama de fútbol, dirigida por el exjugador de la institución Enrique Teuche, comenzó a disputar una serie de encuentros amistosos frente a equipos semiprofesionales y profesionales de la Asociación de Fútbol de Santiago, entre ellos Green Cross, a quien derrotó 6:4, y Colo-Colo, frente al que cayó 3:1.

### Fundación y primeros años

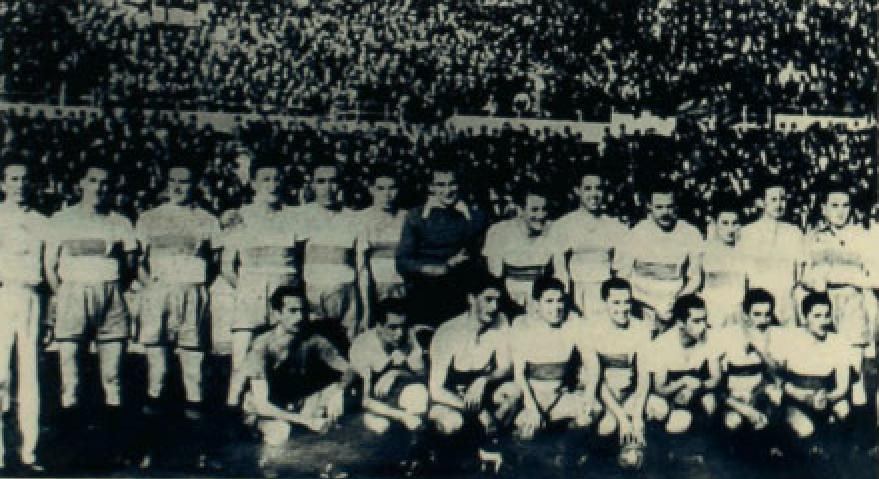
Universidad Católica en 1939.

Tras su escisión del Club Universitario de Deportes, el club inició su proceso de afiliación a la Asociación Fútbol Profesional, la que fue aprobada el 19 de abril de 1937. Por este motivo, un grupo de estudiantes de la Universidad Católica, se reunieron en una residencial de Santiago de Chile para discutir la organización de un club deportivo con personalidad legal. Aunque el libro Historia del Fútbol Chileno, Diario La Nación, fecha la primera fundación el 23 de agosto de 1927, finalmente el club quedó constituido de forma oficial el 21 de abril de 1937. Augusto Gómez fue elegido Presidente; los Vicepresidentes eran Enrique Casorzo y Oscar Älvarez, como Secretario asumió Enrique Pascual; Carlos Bown obtuvo el cargo de Prosecretario; Néstor Braithwaite fue nombrado Tesorero; y Roberto Balbontín acordó desempeñarse como Protesorero.
Ese mismo año comenzó su participación en la Serie B, torneo que actuó como segunda categoría de la AFP y que agrupó, en esa temporada, a cuatro clubes amateur más los equipos de reserva de las instituciones más importantes de primera división. En su primera temporada en la Serie B, Universidad Católica finalizó en tercera ubicación tras la Universidad de Chile y Santiago National. Frente a Universidad de Chile disputó el primer Clásico Universitario de la historia, el 13 de junio de 1937, cuando cayó derrotado 1-2.
Al año siguiente, ambos clubes solicitaron su ingreso a la primera división de la Asociación Central de Fútbol, constituida ese mismo año. No obstante, la ACF estimó que solo podía recibir un equipo universitario. Ante esta situación, se decidió que ambos clubes enfrentasen, en el marco del Campeonato de Apertura, a clubes profesionales de primera división. Universidad Católica resultó derrotada frente a Colo-Colo, campeón en la temporada anterior, por 6:2, mientras que Universidad de Chile cayó 2:1 frente a Audax Italiano. La mejor actuación de este último provocó que los dirigentes de la ACF se decidieran por su postulación en desmedro de Universidad Católica, que debió postergar su ingreso a la máxima categoría del fútbol chileno hasta 1939. En su primera temporada en primera división Universidad Católica finalizó en la cuarta ubicación.

## Años 1940: el primer campeonato nacional
La década de los años 1940 comenzó con Universidad Católica ubicándose en la novena posición entre diez equipos. En los años posteriores las cosas no mejoraron finalizando sexto en 1941 y nuevamente noveno en 1942. En 1943 y 1944 el club consiguió revertir la tendencia luego de finalizar en la quinta ubicación, este último año destacó el regreso de Sergio Livingstone tras su periplo en Racing Club de Argentina. No obstante, en las siguientes temporadas el club no realizó buenas campañas, posicionándose en la parte baja del torneo nacional, con excepción de la temporada 1947 en la que ubicó quinto. Durante este periodo el club inauguró el Estadio Independencia el 12 de octubre de 1945.
Junto a los esfuerzos prodigados en las actividades deportivas, existía a mediados de los años 1940 un espíritu aventurero en el club que luego originaría las primeras giras al extranjero. El 14 de diciembre de 1946, Mauricio Wainer, Pedro Sáez, Aurelio Pozo y Juan Riera emprendieron una travesía en un Ford 1939. La hazaña tenía por objetivo desplazarse en carretera desde Santiago de Chile hasta New York, meta que consiguieron el 14 de abril de 1947. En el trayecto se reunieron con estrellas ampliamente reconocidas del espectáculo como María Félix, Lucille Ball y Walt Disney.

### Primer título nacional

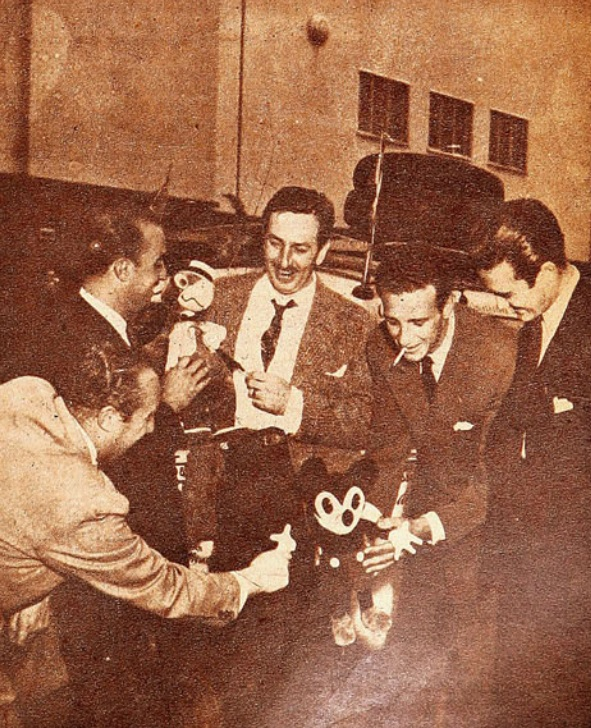
Encuentro entre representantes del club chileno Universidad Católica y Walt Disney.

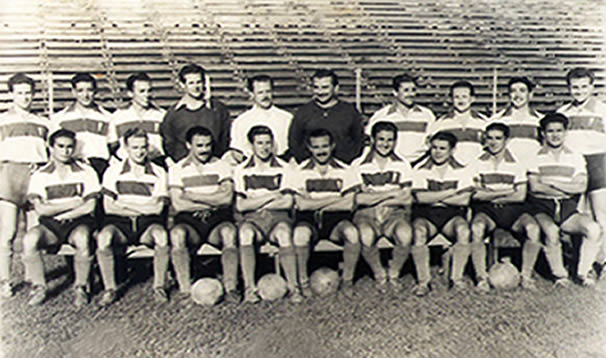
El equipo que se consagró campeón del Torneo oficial 1949.

El 30 de abril de 1949, Universidad Católica ganó el Torneo de consuelo del Campeonato de Apertura, tras vencer 3:2 a Bádminton en la final.
Esa misma temporada, bajo la dirección técnica de Alberto Buccicardi y con el argentino José Manuel Moreno, que llegó desde River Plate a cambio de $ 1.450.000, como principal figura, el club consiguió su primer campeonato de la Primera División de Chile, tras vencer en la penúltima fecha a Audax Italiano por 2:1 el 27 de noviembre de ese año.
En los días previos al partido frente a Audax Italiano se comentaba profusamente sobre una grave lesión de Moreno, que no obstante pudo desempeñarse de gran forma. Para Católica convirtieron Fernando Riera y Raimundo Infante, en los minutos finales hubo un descuento de Rinaldi. El encuentro fue disputado en el Estadio Nacional y asistieron 23.381 espectadores. El grupo pudo consolidarse gracias a una base forjada en el semillero de la franja. En el plantel campeón destacaron, además de Moreno, las figuras de Raimundo Infante, Andrés Prieto, Manuel Álvarez, Hernán Carvallo, Luis Lindorfo Mayanés, Fernando Riera y Sergio Livingstone.

## Años 1950: crisis institucional y descenso

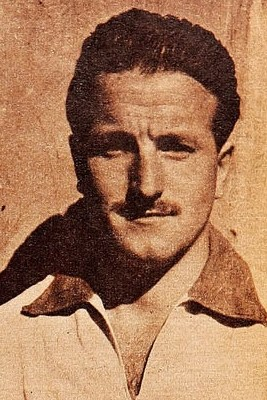
Hernán Carvallo, campeón en Universidad Católica 1949, 1954 y 1956 (B).

El Mundial de 1950 remece el ambiente futbolístico del planeta y Universidad Católica aporta ocho jugadores a la Selección Chilena: Manuel Álvarez, Hernán Carvallo, Raimundo Infante, Luis Lindorfo Mayanés, Sergio Livingstone, Andrés Prieto, Fernando Riera y Fernando Roldán, además del entrenador Alberto Buccicardi. En 1950, Católica emprendió su primera gira a Europa, donde obtuvo el Torneo Internacional de Pascua en Cataluña, y además, en 1 de mayo, derrotó 4:3 en un lance amistoso al Bayern Múnich en Múnich. Tras su regreso al país venció 3:2 a la Selección de fútbol de Chile, en 31 de mayo. A nivel local, Universidad Católica culmina en el undécimo puesto en 1950, año en que realiza su primera gira a Europa, séptimo en 1951, y octavo en 1952, temporada en la cual realiza otro extenso periplo.

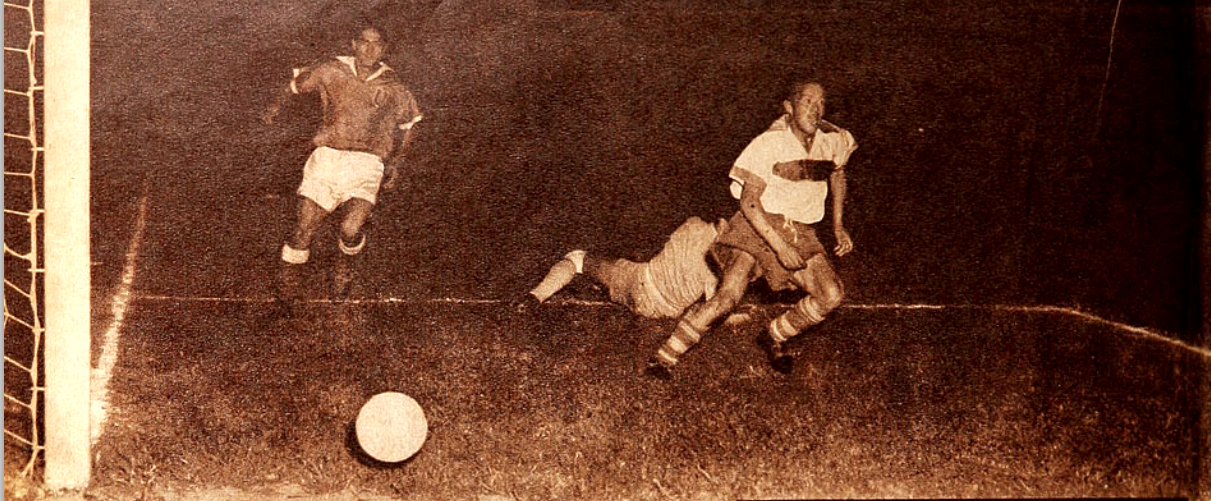
Tercer gol de Miguel Ángel Montuori en la goleada 5:0 de Universidad Católica sobre Universidad de Chile en 1954.

En el plano local repite el octavo lugar de la temporada anterior en 1953. A nivel local el club realizó discretas campañas hasta 1954, temporada en la cual armó un equipo competitivo con Sergio Livingstone, Raimundo Infante, Romualdo Moro y Miguel Ángel Montuori como grandes figuras del equipo. A comienzos de 1954, Universidad Católica derrota 3:1 al seleccionado de El Salvador en 7 de febrero y 2:1 a Venezuela, como visitante, en 23 del mismo mes. El 24 de noviembre de 1954 ganó por 5:0 a Universidad de Chile en la máxima goleada del Clásico universitario. Los goles fueron convertidos por Horacio Cisternas, Romualdo Moro y Miguel Ángel Montuori en tres ocasiones.
En la última fecha del Torneo Oficial 1954 acabó coronándose con un punto de ventaja sobre Colo-Colo. El 9 de enero de 1955, ante 57.234 espectadores en el Estadio Nacional, se disputó el encuentro decisivo precisamente ante el escolta Colo-Colo. La historia previa de ese partido reveló la determinación del grupo por consagrarse ante cualquier obstáculo. Sergio Livingstone y Fernando Roldán, otro puntal del equipo, no pudieron jugar en ese duelo correspondiente a la fecha final de la liguilla por el título. Pese a que reemplazaba a un jugador clave en el equipo, Sergio Litvak cumplió una destacada labor en el arco cruzado y el campeonato fue para la franja cuando el silbatazo final del árbitro sentenciaba el 0:0.
Un año más tarde el club sufre su primer descenso a Segunda División, asumiendo por segunda vez la presidencia del club Enrique Casorzo. El sábado 10 de noviembre de 1956, nuevamente con Sergio Livingstone bajo los tres palos y Raimundo Infante como artillero, Universidad Católica consiguió el título de Segunda división al derrotar por 3:2 a Deportes La Serena. De esa forma retornó a la Serie de Honor. En 1957 el triple empate en puntos con O'Higgins y Ferrobádminton en la Liguilla por el Descenso, y una diferencia de gol de (-1), nuevamente desestabilizaban a la institución, pero evita el descenso gracias a una mala inscripción de San Luis. El sexto puesto de 1958 y el octavo de 1959 fueron el reflejo de campañas sin éxitos deportivos ni sobresaltos.

### Campeón del campeonato nacional de 1954
A nivel local el club realizó discretas campañas hasta 1954, temporada en la cual Católica consiguió su 2° título profesional, con Sergio Livingstone, Raimundo Infante, Romualdo Moro y Miguel Ángel Montuori como grandes figuras del equipo. En la última fecha del torneo, disputada el 9 de enero de 1955, ante 57.234 espectadores en el Estadio Nacional, enfrentó a Colo-Colo y logró el título al aventajar por un punto, precisamente a su rival de esa tarde. Sergio Livingstone y Fernando Roldán, otro puntal del equipo, no pudieron jugar en el duelo decisivo. Pese a que reemplazaba a un jugador clave en el equipo, Sergio Litvak cumplió una destacada labor en el arco cruzado y el campeonato fue para la franja cuando el silbatazo final del árbitro sentenció el 0:0.

"Quería hablar y sólo articulaba gritos, si físicamente hubiera podido, habría echado a correr hasta la calle, pero
apenas alcancé a llegar a la puerta de la maratón en media vuelta olímpica. ¡Qué emoción, hermano! La más
intensa, la más grande de mi vida." Juan Antonio Baum

### Descenso y título de Segunda División 1956

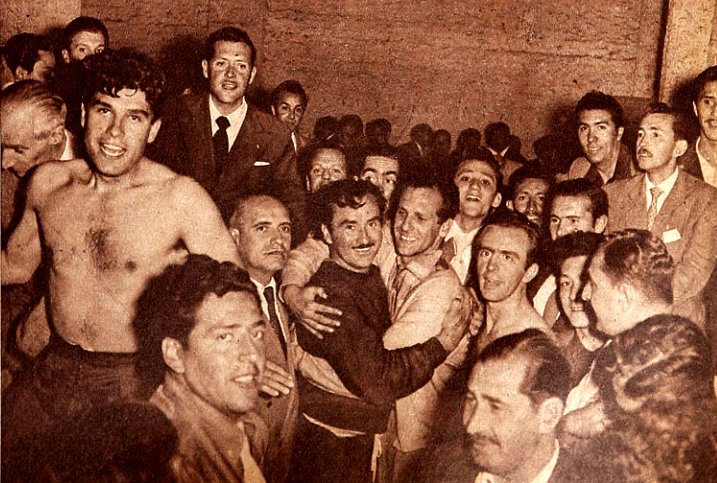
Jugadores de Universidad Católica festejando el título del Ascenso 1956.

Al año siguiente, hecho inédito para la institución hasta entonces, el club cae a la Segunda división chilena. Hacía falta un cambio en la administración, y es por esto que asumió por segunda vez la presidencia del club Enrique Casorzo. En 1956, Universidad Católica nuevamente con la solvencia de Sergio Livingstone bajo los tres palos y Raimundo Infante como artillero consigue el título de la Segunda división chilena frente a Deportes La Serena al derrotarles 3:2 volviendo de esa forma a la Serie de Honor.

## Años 1960
Los 60' serán recordados por la hinchada cruzada como una época brillante para el club, debido al buen juego y jerarquía que mostraron sus equipos. Como un buen presagio de las campañas que se avecinaban, Ladislao Kubala visita Chile y refuerza al equipo cruzado en el triunfo 1:0 sobre River Plate correspondiente al 19 de diciembre de 1960. Además recibe una particular distinción ese mismo año, Universidad Católica apareció en una adaptación al cómic enfrentando a Barrabases, equipo protagonista de la revista homónima creada por Guido Vallejos. El resultado fue 3:3 en un vibrante partido. El 4 de marzo de 1967 se produce el primer enfrentamiento por Copa Libertadores entre Católica y uno de sus clásicos rivales, Colo Colo. El resultado favorece a los cruzados por 5:2. Al año siguiente venció a Universidad de Chile en la Definición Pre-Libertadores 1968. Durante esta década Universidad Católica disputó tres semifinales de Copa Libertadores: 1962, 1966, 1969.

### Campeón del campeonato nacional de 1961

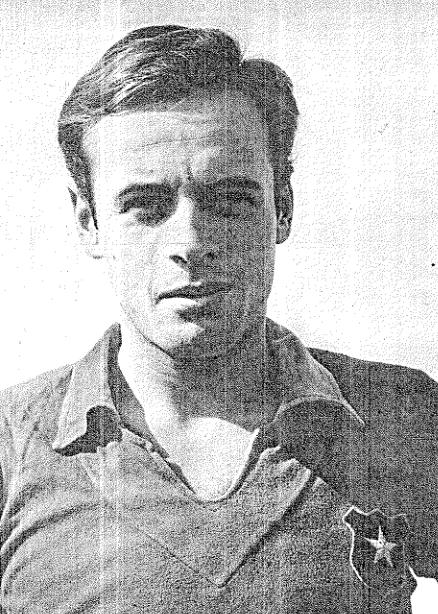
Alberto Fouillioux campeón en 1961 y 1966.

Universidad Católica vuelve a coronarse campeón en 1961, en una emocionante final ante Universidad de Chile, con un equipo dirigido por el técnico debutante Miguel Mocciola. Ambos equipos llegaron a la última fecha igualados en 38 puntos y si bien la diferencia de goles favorecía a Universidad Católica (+34 contra +27 de su rival) fue necesario dirimir la corona en dos partidos, demostrándose superior el cuadro de la franja al empatar 1:1 en el juego de ida e imponerse 3:2 en la revancha. En 1962, Católica clasificó por primera vez a la Copa Libertadores de América, iniciando así una exitosa historia del club en el ámbito internacional.
Posteriormente, Universidad Católica hizo muy buenas campañas en el ámbito nacional, disputando palmo a palmo con el Ballet Azul de la Universidad de Chile.

### Campeón del campeonato nacional de 1966
En el 1966, con jugadores como Alberto Fouillioux, Leopoldo Vallejos, Ignacio Prieto, Julio Gallardo, Washington Villarroel, Armando Tobar, Juan Barrales y Néstor Isella, obtiene su 4° título profesional al sacarle algunos cuerpos de ventaja a Colo-Colo y Santiago Wanderers, equipos frente a los cuales se mantuvo invicto durante la competencia: Derrotó a Colo-Colo 2-0 y 3-1, y venció a Wanderers 2-0, empatando contra ellos en la segunda rueda 0-0. El 4 de enero de 1967, en el partido correspondiente a la antepenúltima fecha del Torneo Oficial 1966, el equipo cruzado derrotó 4:2 a Unión San Felipe en condición de visitante y dio la vuelta olímpica en el Estadio Municipal. Para lograr su objetivo, Católica se sobrepuso a las expulsiones de Washington Villarroel y Eleodoro Barrientos. Los cruzados contaron con grandes jugadores como Alberto Fouillioux, Ignacio Prieto, el mencionado Washington Villarroel, Julio Gallardo, Juan Barrales, Armando Tobar y Néstor Isella.

## Años 1970: segundo  descenso institucional
Los buenos años de Universidad Católica en el plano nacional comenzaban a terminar. El club empezó a endeudarse y esto derivó en una crisis económica dentro de la institución. La precaria situación financiera comenzaba a afectar a su rama de fútbol, que comenzada la década década de los 70` comenzó a distanciarse de los puestos de avanzada en el torneo local. Las alegrías solo venían en el ámbito amistoso, como el triunfo 3-1 sobre Colo-Colo en la final del Cuadrangular de Santiago 1972.

### Descenso y título de Segunda División 1975

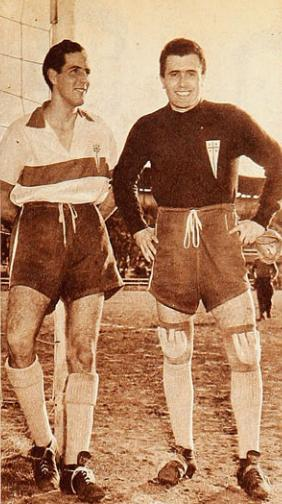
Jorge Luco (a la izquierda del arquero Krebs) fue campeón en 1954 y 1961 en su etapa de jugador. Como entrenador dirigió al equipo campeón del Ascenso 1975.

En 1973, Católica descendió a Segunda División. El estadio Independencia, propiedad del club, hubo de ser demolido. La dirigencia se encontraba dividida acerca de como accionar ante esos complicados momentos. Sin lugar a dudas, este fue el período más difícil de la institución.
En 1975, de la mano del director técnico Jorge Luco, quien había dado la vuelta olímpica como jugador en las temporadas 1954, 1956 B y 1961, Universidad Católica se coronó campeón de la Segunda División gracias a figuras como Alberto Fouillioux, Óscar Wirth, Gustavo Moscoso y Eduardo Bonvallet. Durante esa campaña hubo asistencias superiores a los cuarenta mil espectadores que seguían al club cruzado. Con un registro de 30 partidos jugados, 18 ganados, 9 empatados y tres perdidos, 64 goles anotados y 22 recibidos, el club finalizó su campaña en el ascenso en el primer lugar con 4 puntos de ventaja sobre Deportes Ovalle. Universidad Católica y Ovalle empataron 1:1 en la primera rueda y en la revancha el marcador fue de 1:0 en favor del equipo cruzado.
Su regreso a la Serie de Honor sería a la postre definitivo. En los años posteriores, Católica tuvo rendimientos muy lejanos al de la década anterior, como en la temporada de 1977, donde termina en el lugar número 14 de la tabla de posiciones. No obstante, los dirigentes se preparaban para devolverle al club la fortaleza institucional y deportiva. En 1978 asumió la presidencia Germán Mayo, que al poco tiempo comienza la construcción de un viejo anhelo desde el cierre de Independencia: un estadio propio. Así se cimentaron las bases de lo que es hoy San Carlos de Apoquindo.

## Años 1980: el renacer deportivo
A nivel de semillero, la década del ochenta comienza para Universidad Católica con la consagración en el Torneo Internacional de Croix Sub-19, un logro que repercutirá en la obtención de otros a nivel profesional. En el torneo nacional se coronó campeón los años 1984 y 1987, además de obtener Copa de la República 1983, Copa Polla Gol 1983 y la Liguilla Pre-Libertadores de 1989.
Administrativamente en 1982 asumió la presidencia del club Alfonso Swett. Los esfuerzos por devolver a Universidad Católica al sitial de honor que le correspondía en el fútbol chileno rendirían frutos. El club dejaba atrás la crisis financiera, y el equipo consiguió dos trofeos en 1983. Otro hecho histórico de esta década fue el 4 de septiembre de 1988, recordado en las huestes cruzadas como el día de la inauguración del Estadio San Carlos de Apoquindo.

### Campeón de Copa Polla Gol 1983 y Copa República 1983
En 1983, para la edición de la Copa Chile-Polla Gol 1983. Universidad Católica, la UC integró al grupo norte en la primera fase de la competencia quedándose con el primer lugar del grupo con 10 triunfos, 5 empates y 3 derrotas en 18 partidos. En la segunda fase se quedó con el primer lugar con 5 partidos ganados de 6 jugados, derrotando en sugrupo a Palestino, Colo-Colo y Magallanes. Tras ganar la segunda fase, Católica clasificó a la liguilla final, donde se enfrentó a O'Higgins, Palestino y Cobreloa. La UC se coronó campeón tras derrotar a Palestino por 2-1 en la liguilla final. Con el título obtenido Católica clasificó a a la Copa Libertadores 1984.
La final de la Copa República, o Copa de la República, como era su denominación oficial, se disputó entre Universidad Católica y Deportes Naval el miércoles 7 de marzo de 1984. El determinante gol de Juan Ramón Isasi nació de una jugada asociada entre Jorge Aravena y Pablo Yoma que culmina con frentazo de palomita del delantero paraguayo. Otras actuaciones destacadas en el equipo cruzado fueron las del capitán Miguel Ángel Neira, Patricio Mardones y Osvaldo Hurtado. Tras la obtención de este trofeo, un artículo del Diario La Tercera apodó Rey de Copas a Universidad Católica, debido a que recientemente había logrado la Copa Chile y además se aprestaba para su participación en Copa Libertadores, donde alcanzaría la semifinal. En ese plantel emergieron futbolistas que más tarde destacarían en el equipo adulto como Juvenal Olmos, Pablo Yoma, Fernando Díaz y Atilio Marchioni. El trabajo realizado en cadetes por Alberto Fouillioux e Ignacio Prieto, en un inicio, y luego por Fernando Carvallo, sería clave en la recuperación deportiva de esos años.

### Campeón del campeonato nacional de 1984

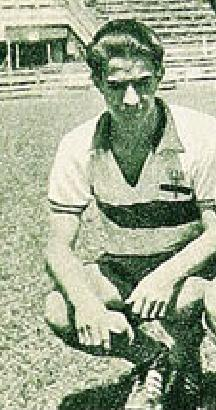
Ignacio Prieto, en la fotografía como campeón juvenil de 1961, fue el entrenador del equipo en los títulos de 1984 y 1987.

En Copa Libertadores 1984, alcanzó la cuarta semifinal de su historia. Su participación se inició en el Grupo 2 junto a Blooming, Bolívar y O'Higgins. Tras ganar el grupo con 4 victorias, un empate y una derrota, sumando un punto más que Blooming, no obtuvo triunfos en la fase siguiente ante Nacional e Independiente, y quedó eliminado con un punto en tres partidos. La revancha contra Nacional en Santiago de Chile no se disputó. Al año siguiente Católica se apodera de la Liguilla Pre-Libertadores 1985 tras un triunfo de 2:1 sobre Rangers. 1986 no fue un año productivo a nivel futbolístico ya que el club apenas logra el sexto lugar del campeonato oficial.
Esa consolidación alcanzada gracias a los nuevos bríos de la cantera se traslada nuevamente al terreno local. Tras una buena campaña, el equipo cruzado, dirigido en ese entonces por Ignacio Prieto, consigue el título del Torneo Oficial después de 18 años de sequía. En esa formación, cuya base la constituían los campeones del Torneo Internacional de Croix 1980 a cargo del propio Prieto y Alberto Fouillioux, brillaban jugadores como Marco Antonio Cornez, René Valenzuela, Miguel Ángel Neira, Rubén Espinoza, Juvenal Olmos, Mario Lepe, Patricio Mardones y Osvaldo Hurtado, pero en especial sobresalió la figura de Jorge "Mortero" Aravena. Destacan en la campaña las goleadas 6:0 a Green Cross el 20 de julio y 6:1 sobre Audax Italiano el 2 de diciembre, además de la victoria 3:2 en el Clásico Universitario el 20 de octubre de 1984.

### Sexto título nacional y gira nacional
A mediados de 1987 el club emprende una gira por América Central durante el receso de la Copa Mundial de Fútbol Juvenil. En su periplo derrota a Liga Alajuelense, Municipal y Real España, además de empatar con Marathón.
| Rival            | Resultado |
| ---------------- | --------- |
| Liga Alajuelense | 3:2       |
| Municipal        | 3:1       |
| Real España      | 1:0       |
| Marathón         | 0:0       |

De regreso de la gira, retomando su brillante campaña en el Torneo Oficial 1987, Universidad Católica se titula campeón en una de las campañas más impresionantes que se haya visto en la historia del fútbol chileno. Sería otra vez, bajo la dirección técnica de Ignacio Prieto, que la UC lograría la corona. El equipo no soltó jamás la punta, y gracias al empuje de jugadores como Osvaldo Hurtado, Mario Lepe, Patricio Mardones, Rubén Espinoza, Marco Antonio Cornez, Pablo Yoma, Miguel Ángel Neira, Juvenal Olmos, también presentes en la corona de 1984, y Raimundo Tupper. El título del 87´ posee enorme arraigo en la memoria colectiva de los hinchas cruzados debido a la gran calidad de los jugadores y a la impresionante campaña del equipo, que, por su estilo arrollador y perfecta ejecución futbolística, sería denominado La Máquina o Aplanadora Cruzada en diversas publicaciones. Los Clásicos Universitarios de 1987 constituyen un testimonio indesmentible de la fortaleza del equipo: Cinco partidos jugados (Cuatro oficiales y uno amistoso), tres triunfos cruzados y dos empates.
El 4 de septiembre de 1988 es recordado en las huestes cruzadas como el día de la inauguración del Estadio San Carlos de Apoquindo (Derrota de 1:0 ante River Plate). Otro hecho destacado de esa temporada lo constituye la consolidación de valores como Luka Tudor, Fabián Estay y Raimundo Tupper, pero el cuarto puesto del campeonato nacional resulta discreto comparado con la brillante temporada del año anterior. Ese mismo año derrotó 3:2 a Universidad de Chile en el Clásico Universitario de la liga paralela. En 1989 Católica pelea el título hasta las últimas fechas y luego gana la Liguilla Pre-Libertadores al vencer 4:1 a Cobreloa.

## Años 1990: finales internacionales

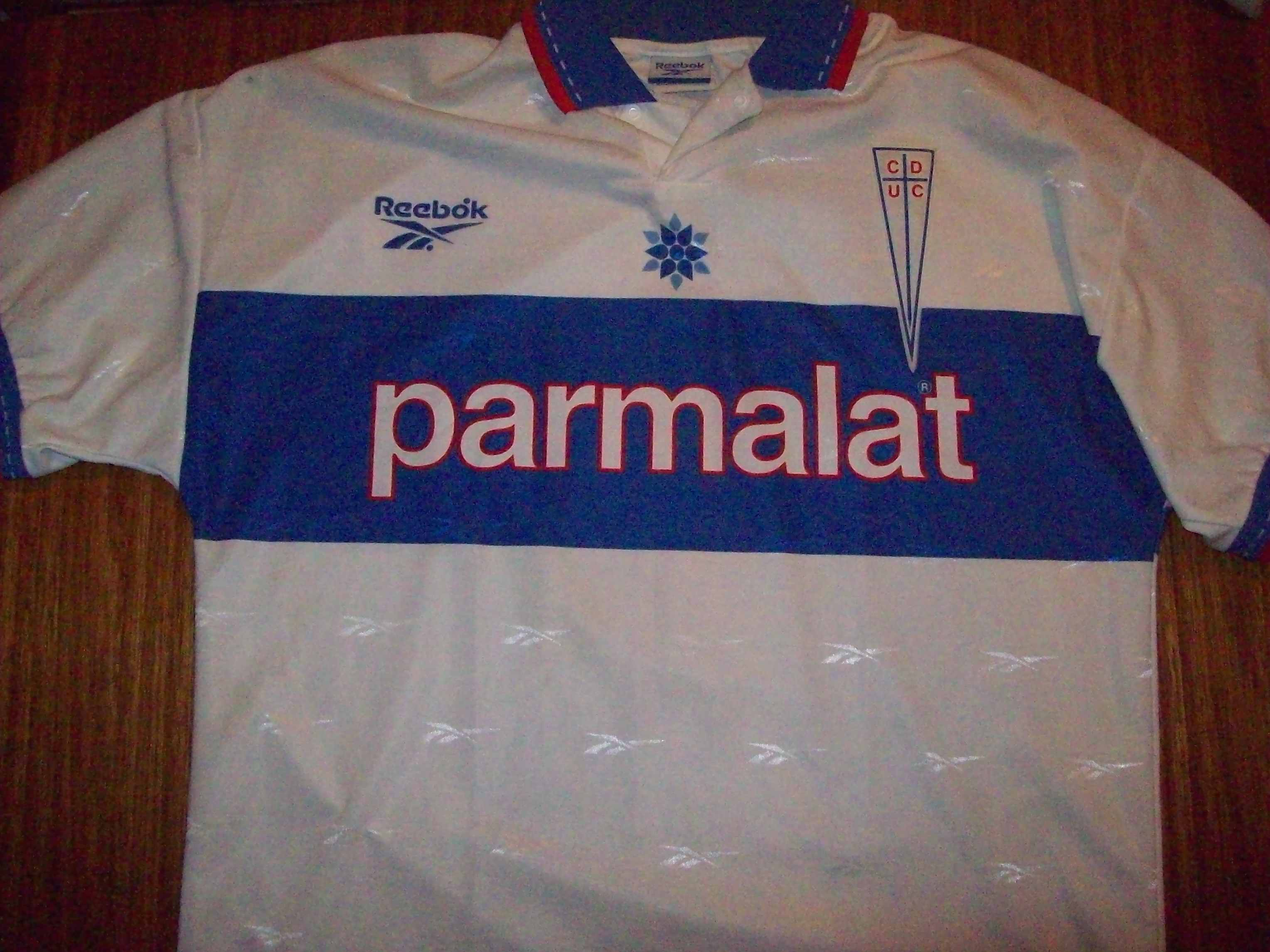
Camiseta de Universidad Católica a fines de la década del 90'.

Durante la década del 90 Universidad Católica se consagró campeón dos veces de Copa Chile en 1991 y 1995, obtuvo el Torneo Apertura 1997 tras una década de búsqueda en cuanto a coronas nacionales, además de la Liguilla Pre-Libertadores en 1991, 1992, 1994, 1995, 1996 y 1998. A nivel internacional clavó su bandera donde nunca antes había llegado: Finalista de la Copa Libertadores 1993 y campeón de la Copa Interamericana 1994. Prueba de su poderío en aquellos años fue que al final de 1993 y 1995 se ubicó a nivel mundial en el puesto 18º y 21º, respectivamente, según el ranking de IFFHS. En una nueva gira a España ganó el Trofeo Teide 1993.
En términos administrativos hubo cambios relevantes, la presidencia de Alfonso Swett, que había iniciado su mandato en 1982, finalizó al término de 1993, luego vendría una reestructuración comandada por la directiva entrante que implicó la salida del entrenador Ignacio Prieto, a despecho de su reciente campaña internacional y diversos títulos en el club. 1994 despunta con Jorge Claro al mando de la institución y Manuel Pellegrini a cargo del plantel, en medio de un gran revuelo ocasionado por la contratación de jugadores excepcionales como Alberto Acosta y Néstor Gorosito. A Claro le sucedió Manuel Vélez (en su segundo mandato), y en 1999 asume la presidencia del club Jorge O'Ryan, el cual permanecería hasta el año 2009 como tal.

### Campeón de Copa Chile 1991
En la primera fase de Copa Chile 1991 Universidad Católica, bajo la dirección técnica de Vicente Cantatore, integró el Grupo C junto a Unión Española, Soinca, Universidad de Chile, Cobreandino y San Felipe. Al cabo de dos ruedas el equipo cruzado se convierte en líder exclusivo del grupo con ocho triunfos en diez partidos, un empate y una derrota. Destacan en esta primera parte de la campaña los triunfos en ambos clásicos universitarios por 3:2 y 3:0. Ya en octavos de final Católica deja en el camino a Soinca tras un empate 2:2 como visitante y un triunfo de 4:0 en el Estadio San Carlos de Apoquindo. José Percudani y Jorge Contreras anotaron un gol en los dos partidos. En cuartos de final el rival fue Unión Española. Hubo igualdades 1:1 y 0:0, resultados que favorecieron a Católica por el gol de visitante. En semifinales nuevamente Católica empata ambos partidos, en esa ocasión con Palestino, aunque por el mismo marcador: 1:1. La llave se resolvió mediante definición a penales y el resultado favoreció a Católica por 4:3, producto de un lanzamiento perdido de Lester Lacroix y una contención de Patricio Toledo a Víctor Hugo Castañeda.
En la final Universidad Católica se enfrentaría a partido único con Cobreloa, armado con jugadores de la talla de Mario Osbén, Juan Covarrubias y Marco Antonio Figueroa. Por su parte el equipo de la Franja llegaba a esa instancia con plantel muy joven reforzado por otros jugadores de mayor recorrido como los mencionados Patricio Toledo y José Del Solar, que ese año integraron el equipo ideal de América, Mario Lepe, Nelson Parraguez, además de Leonel Contreras, José Percudani, Jorge Contreras, Andrés Romero, Rodrigo Barrera y Raimundo Tupper. A ellos se sumaban los promisorios Miguel Ponce, Adolfo Ovalle, Ricardo Monje e Ian Mac Niven. Gerardo Reinoso había sido fundamental en la campaña, pero estuvo ausente en el último partido. El encuentro definitorio del 13 de noviembre de 1991, disputado en el Estadio Nacional, se resolvió a favor del equipo cruzado con un gol del argentino José Percudani a los 28' minutos de juego. Universidad Católica festejaba su primera copa en la década de los noventa.

### Primera final internacional: Copa Libertadores 1993
Universidad Católica clasificaba a la Copa Libertadores 1993 tras imponerse en la Pre-Liguilla y Liguilla Pre-Libertadores 1992  bajo la dirección técnica de Ignacio Prieto, en su segundo ciclo al mando del equipo. En la cita continental, Católica compartió el grupo junto a Cobreloa, el otro representante chileno, y dos clubes bolivianos: San José y Bolívar. Tras un empate 1:1 en Calama y una derrota 3:1 ante Bolívar como visitante, Católica alzó su rendimiento y se perfilaría como el mejor equipo del grupo. Derrota 5:2 a San José en Oruro, empata nuevamente 1:1 con Cobreloa, y finalmente obtiene amplias victorias sobre San José y Bolívar en Santiago, por 4:1 y 3:0 respectivamente. En la segunda fase del torneo, el equipo cruzado se enfrentó a Atlético Nacional de Colombia, tras vencerlo 2:0 en Santiago cae 2:1 en Medellín y accede a la siguiente ronda. Ya en cuartos de final, su rival es Barcelona de Guayaquil, al cual derrota 3:1 en San Carlos de Apoquindo, con un gol de Sergio Vázquez en los últimos minutos mediante tiro libre. En la revancha, disputada en el Estadio Monumental Isidro Romero bajo un calor sofocante, Universidad Católica vence a 1:0 Barcelona con gol de Andrés Romero.
Como rival en semifinales de Copa Libertadores 1993 asomaba América de Cali, equipo que contaba entre sus filas a Harold Lozano, Freddy Rincón y Anthony de Ávila. El partido de ida se disputó en el Estadio Nacional por el un requisito de capacidad de espectadores impuesto por Conmebol. Católica se impuso por 1:0 con gol de Ricardo Lunari. La revancha se disputó en el Estadio Pascual Guerrero. Antes de los quince minutos iniciales América de Cali derrotaba por 2:0 al equipo chileno. Con muestras de enorme coraje Universidad Católica, tras un descuento de Juan Carlos Almada, puso la igualdad a pocos minutos del final con gol de Ricardo Lunari, que anotaba su segundo tanto en el global de esa ronda. Ya en los descuentos, el árbitro Ernesto Filippi de Uruguay cobra penal a favor de América de Cali. Sin embargo, Oscar Wirth, arquero de Universidad Católica, contiene el lanzamiento conservando el marcador 2:2 y puso al equipo cruzado en la primera final internacional de su historia. Católica fue el primer equipo chileno que accedió a una final de Copa Libertadores jugando de visita en formato de ida y vuelta (Unión Española lo hizo en la modalidad de Semifinales por grupos).
El último adversario en la competencia era Sao Paulo de Brasil, campeón vigente y participante en esa edición desde octavos de final. El esquema en extremo ofensivo de Universidad Católica resultó provechoso para el equipo brasileño en el encuentro de ida jugado en el Estadio Morumbi. El marcador de 5:1 a favor del local a la postre definiría la llave. En la revancha, que tuvo como escenario al Estadio Nacional, Universidad Católica se impuso 2:0 ante Sao Paulo con goles de Juan Carlos Almada, goleador de la Copa Libertadores 1993, y Ricardo Lunari. La superioridad exhibida en el encuentro no bastó para que remontara la diferencia adversa, pero más de 50.000 espectadores ovacionaron al equipo cruzado por su esfuerzo.

### Primer título internacional: Católica campeón de Copa Interamericana
Comenzaba el año 1994 y el Directorio del CDUC arrojaba una noticia bombástica que estremecía el mercado nacional. Con el claro objetivo de transformar al primer equipo en protagonista del torneo y de la Copa Libertadores, contrató a dos figuras de renombre mundial y seleccionados de un país potencia en este deporte. Estas figuras eran Néstor Raúl Gorosito y Alberto Acosta. Con el aporte futbolístico de estos jugadores, Católica fue un gran candidato al título de los años 1994 y 1995.
Durante la temporada, Universidad Católica clasificó a la final de la Copa Interamericana, competencia oficial de Conmebol y Concacaf. El club Sao Paulo de Brasil, que ya había rechazado disputar el trofeo en calidad de campeón vigente de Copa Libertadores 1992 ante América de México, monarca de la Copa de campeones Concacaf 1992, volvió a rehusar la final como titular de la Copa Libertadores 1993, ante Deportivo Saprissa de Costa Rica. A causa de la mayor cantidad de partidos y recaudaciones de la competencia, el club brasileño prefirió jugar la Copa Conmebol, cuya primera ronda, 1 y 11 de noviembre, coincidía con la revancha de la Copa Interamericana. Por consiguiente, avalado por Conmebol, Concacaf y el propio Saprissa, que de lo contrario perdería la Copa Interamericana sin la posibilidad de jugar la final, Universidad Católica obtuvo una legítima clasificación a la Copa Interamericana 1994 como finalista de Copa Libertadores 1993, campaña realizada bajo el mandato del entrenador Ignacio Prieto. 
Gracias a la gran campaña del equipo entrenado por Ignacio Prieto en Copa Libertadores 1993, el 1 de noviembre del año siguiente los cruzados, en ese entonces dirigidos por Manuel Pellegrini, festejaron la Copa Interamericana 1994, hasta hoy único título internacional del club. En el juego de ida de la Copa Interamericana, disputado en el Estadio Ricardo Saprissa de San Juan de Tibás, Deportivo Saprissa de Costa Rica se impuso por 3:1, el zaguero argentino Sergio Vázquez anotó el descuento de la franja. El 1 de noviembre de 1994, en el duelo de revancha desarrollado en el Estadio San Carlos de Apoquindo de Santiago de Chile, el equipo cruzado, dirigido en ese momento por Manuel Pellegrini, ganó por el mismo marcador al cabo del tiempo reglamentario con goles de Andrés Romero, Alberto Acosta y Juvenal Olmos, en el último minuto de descuento. Fue necesario dirimir el trofeo en tiempo suplementario. En ese lapso, las anotaciones de Miguel Ardiman y Rodrigo Barrera aventajaron al local. De ese modo, Universidad Católica alcanzó el primer título internacional de su historia, destacado por la Confederación Sudamericana de Fútbol en los recuentos del historial del club.

"Es un gran logro para el club y prestigio para el país" Ricardo Abumohor, Presidente la Asociación Nacional de Fútbol Profesional.

Durante esa misma temporada, ganó la Liguilla Pre-Libertadores 1994 tras empatar 3:3 con O'Higgins. Al año siguiente, se coronó campeón de la Copa Chile 1995 y derrotó 2:1 a Colo-Colo en la final de la Liguilla Pre-Libertadores 1995. Prueba de su rendimiento en aquellos años fue que en 1993 y 1995 se ubicó a nivel mundial en el puesto 18º y 21º, respectivamente, según el ranking de IFFHS.

### Campeón de Copa Chile 1995
En 1995 se corona nuevamente campeón de la Copa Chile 1995 y derrota por segundo año consecutivo a Colo-Colo en la final de la Liguilla Pre-Libertadores. Prueba de su poderío en aquellos años fue que en 1993 y 1995 se ubicó a nivel mundial en el puesto 18.º y 21º, respectivamente, según el ranking de IFFHS.
Tras vencer 2:1 y 5:2 a Universidad de Chile en semifinales, Universidad Católica ganó la Liguilla Pre-Libertadores 1996 frente a Cobreloa mediante tiros desde el punto penal, debido a que tanto el juego de ida como el de revancha finalizaron con un marcador de 3:2 para cada equipo.

### Campeón del Torneo Apertura 1997
En 1997 llega por fin la 7° estrella cruzada. El equipo adiestrado por Fernando Carvallo se coronó campeón del Torneo Apertura 1997 en una cerrada lucha frente a Colo-Colo. En el partido de ida, Católica pierde por 1-0, para luego golear por 3-0 en el partido de vuelta, el 10 de julio de 1997 en el Estadio Nacional, con goles de Alberto Acosta, David Bisconti y Ricardo Lunari. Entre los jugadores resaltaban figuras como Alberto Acosta, Ricardo Lunari, Mario Lepe, Nelson Parraguez, Caté, David Bisconti, Alejandro Osorio, Nelson Tapia entre otros.
Como dato cabe destacar que Universidad Católica estuvo invicto en San Carlos de Apoquindo por torneos nacionales de primera división por más de 5 años, pues desde la derrota 0-1 con Cobresal el 20 de septiembre de 1992, no perdió hasta el 18 de octubre de 1997. Aquel día los cruzados cayeron inapelablemente frente a Audax Italiano 0-4.
El 23 de diciembre de 1998, Universidad Católica derrotó mediante lanzamientos penales a Universidad de Chile en la final de la Liguilla Pre-Libertadores 1998.

## Años 2000: la época de O'Ryan y llegada de Cruzados SADP
Durante los años 2000 Universidad Católica se consagró campeón dos veces del torneo nacional en 2002-A y 2005-C, además de la Liguilla Pre-Sudamericana 2003. En términos administrativos, el 29 de septiembre del año 2009, Jorge O'Ryan anunció Cruzados SADP, empresa concesionaria que asumirá derechos comerciales y financieros del fútbol profesional y formativo de Universidad Católica por cuarenta años, a través de un vínculo renovable.

### Campeón del Torneo Apertura 2002

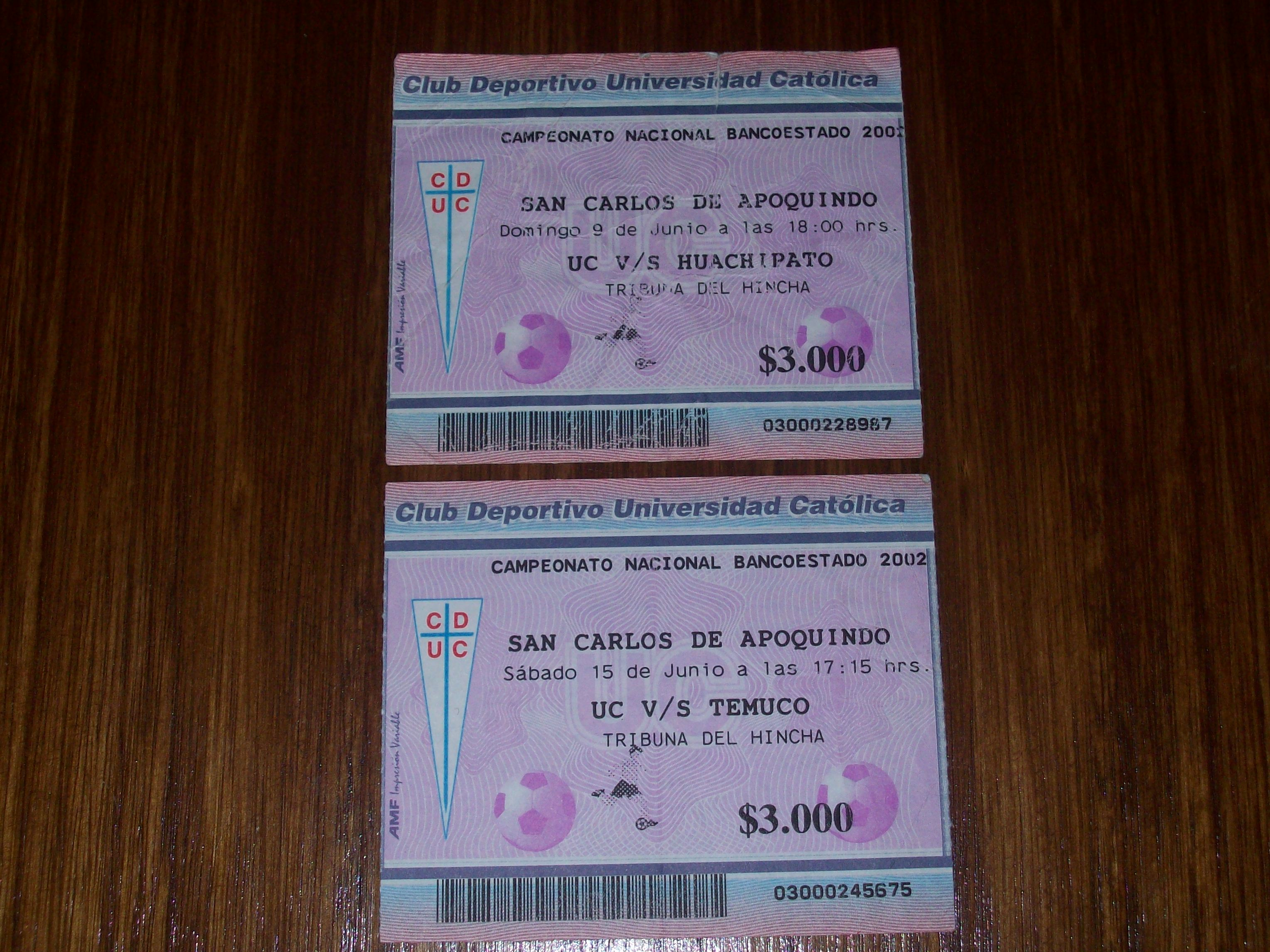
Entradas de los partidos como local ante Huachipato y Temuco por el Torneo Apertura 2002.

El año 2001 llega Juvenal Olmos como técnico del primer equipo de Católica. Él impuso en el equipo una visión de fútbol ofensivo, gracias a lo cual conquistó el título del Torneo de Apertura 2002. Destacaron en la campaña los triunfos 3:1 sobre Colo-Colo en la 2.ª fecha de la fase regular, encuentro disputado el 24 de febrero de 2002, 7:0 a Cobresal por la 10.ª fecha correspondiente a 21 de abril y 5:0 a Coquimbo Unido por 12.ª fecha jugada en 4 de mayo. Por los playoffs superó a Huachipato con un global de 4:1 y gol de oro de Iván Gabrich, luego a Temuco con un global de 3:2 y en las semifinales postergó las aspiraciones de Universidad de Chile con un marcador total de 5:4 (3:3 en la ida y 2:1 en la revancha).
Finalmente, después de un empate 1:1 en la final de ida, se coronó campeón tras derrotar en la revancha por 4:0 a Rangers de Talca en San Carlos de Apoquindo. En este equipo sobresalían jugadores como Milovan Mirosevic, Miguel Ramírez, Cristián Álvarez, Pablo Lenci, Patricio Ormazábal, Jorge Campos, entre otros. Hay que destacar que el año 2002, Universidad Católica eliminó a su archirrival Universidad de Chile en ambas semifinales (Apertura y Clausura). Con la clasificación para Copa Libertadores segura por ser el primer campeón de la temporada, luego vino un subcampeonato en el Torneo Clausura 2002, en el cual se perdió la final con Colo-Colo. Juvenal Olmos se fue de la institución cruzada para dirigir a la Selección Chilena.
En la década del 2000 se produjo el primer triunfo de Universidad Católica en Brasil por Copa Libertadores, fue un 3:1 sobre Flamengo el 14 de febrero de 2002. Al año siguiente ganó la Liguilla Pre-Sudamericana 2003 junto a Provincial Osorno.

### Campeón del Torneo Clausura 2005

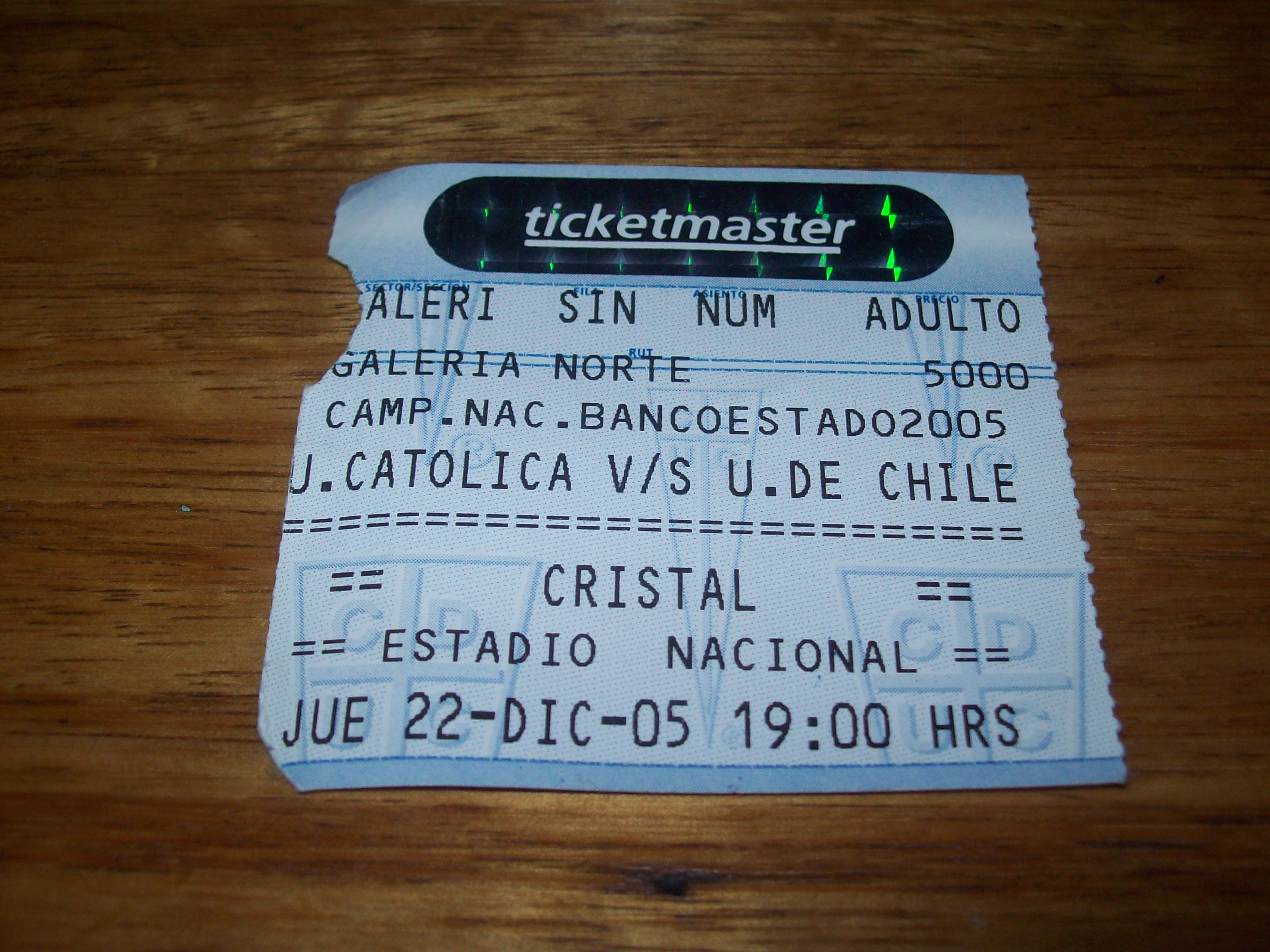
Entrada de la final de vuelta entre Universidad Católica y Universidad de Chile por el Torneo Clausura 2005.

Luego de una grave crisis futbolística en el año 2004, que gatilló la salida del técnico Oscar Garré, Jorge Pellicer se hizo cargo del equipo. La Universidad Católica fue lejos el mejor equipo del año 2005, pero el sistema de campeonato de play-offs impidió a la UC hacerse con el título del Torneo Apertura 2005, que quedó en manos de la Unión Española. Además Católica llegó a semifinales de la Copa Sudamericana 2005 cayendo ante Boca Juniors, tras un empate 2:2 en el partido de ida en La Bombonera, y una derrota 0:1 de local en el partido de vuelta en San Carlos de Apoquindo. Tal como en la temporada 2002, Universidad Católica mostró en su camiseta el 2006 un Escudo de Chile como campeón vigente.
Universidad Católica realizó una gran campaña en el Torneo Clausura 2005 comenzando por la Fase Clasificatoria, la cual ganó en forma invicta, con 15 triunfos y cuatro empates. Su primer rival en playoffs fue Cobreloa, club al que derrotó con un marcador global de 3:2. En la semifinal Deportes La Serena presentó dura resistencia tanto en la ida como en el partido de revancha, la llave favoreció a los cruzados por un total de 4:3. La final de ida, disputada entre Universidad Católica y Universidad de Chile, se jugó el 18 de diciembre de 2005. Ganó Católica con gol de Eduardo Rubio. El día 22 de diciembre de 2005, tras una derrota de 2:1 en el tiempo reglamentario y un global de 2:2, Universidad Católica se quedó con el título del campeonato en una emocionante definición a penales ante su archirrival. En este equipo se destacó principalmente el portero, José María Buljubasich, quien consiguió mantener su valla invicta durante 1352 minutos durante el torneo, también Darío Conca, elegido mejor 10 del campeonato, y la delantera titular, conformada por Eduardo Rubio y Jorge Quinteros. El goleador del equipo fue Luis Ignacio Quinteros, con 10 anotaciones.
Tras la salida de Jorge Pellicer de la banca cruzada a fines del 2006, lo sucedió el técnico peruano José Guillermo Del Solar, con el cual el club fue subcampeón del Torneo Apertura 2007 y clasifica a Copa Libertadores 2008. A mediados del 2007, Del Solar presentó su dimisión para dirigir la Selección de Perú, poco después de que alzara con los cruzados el trofeo amistoso Copa Exmex en Lima, y asume como reemplazante Fernando Carvallo, en su tercera etapa al mando del primer equipo. Finalmente, tras haber sido eliminados en primera ronda de la Copa Libertadores 2008 con figuras como Darío Bottinelli y Gary Medel, una irregular campaña en el Clausura 2008, y alcanzar los octavos de final de la Copa Sudamericana 2008 con un retornado Milovan Mirosevic, Carvallo renunció siendo sustituido interinamente por Mario Lepe. El equipo fue eliminado en cuartos de final de los play-off, por lo que Lepe deja el primer equipo y vuelve a las divisiones inferiores del club. El 11 de diciembre de 2008 la dirigencia confirmó el arribo de Marco Antonio Figueroa como nuevo entrenador del plantel por la temporada 2009.

### Cruzados SADP
El 29 de septiembre del año 2009, Jorge O'Ryan anuncia una importante transformación en la Rama de fútbol al darse a conocer la creación de Cruzados SADP, empresa concesionaria que asumirá derechos comerciales y financieros del fútbol profesional y formativo de Universidad Católica por cuarenta años, a través de un vínculo renovable. El 4 de diciembre de ese año Cruzados SADP transa en la Bolsa de Comercio de Santiago treinta millones de acciones de primera emisión más diez millones adicionales (Correspondientes al 80% de su propiedad) y da inicio de esta forma a una nueva era en la historia del club.

## Años 2010: el primer bicampeonato nacional
Durante los años 2010 Universidad Católica se consagró campeón cinco veces en la Primera División la temporadas 2010, C-2016, A-2016, 2018, 2019, obtuvo una Copa Chile en 2011 y dos Supercopa de Chile, en las ediciones 2016 y 2019. Con el título de 2019, y su rendimiento deportivo durante el decenio (629 puntos en 339 partidos), Universidad Católica se consagró como el mejor equipo de la década. Con la obtención de la Supercopa de Chile 2019, el equipo de la franja sumó su quinto título en los últimos tres años.
El club se transformó el año 2011 en el equipo que más partidos ha disputado en la historia del fútbol chileno en un año calendario entre competencias nacionales e internacionales con 72 partidos oficiales: Torneo de Apertura (23 partidos), Torneo de Clausura (21 partidos), Copa Chile 2011 (12 partidos), Copa Libertadores (10 partidos), Copa Sudamericana 2011 (6 partidos). Durante el año 2012 jugó todos los torneos posibles para un equipo de Primera División, terminando 5.º en la general del torneo local y accediendo a las semifinales de la Copa Sudamericana.

### Campeón del Bicentenario
Aunque en un principio estaba planificado como un torneo corto, el terremoto acaecido en Chile el 27 de febrero del 2010 provocó un cambio en la modalidad de competencia de la Primera División de Chile. Finalmente se disputó un torneo de dos ruedas, todos contra todos, sistema que no se utilizaba desde la temporada 2001. El 7 de julio del año 2010, el directorio de Cruzados SADP margina al entrenador Marco Antonio Figueroa. Tres días después, el 10 de julio de 2010, se confirma como nuevo entrenador al exfutbolista argentino, naturalizado español, Juan Antonio Pizzi. Por su arraigo popular entre votantes de una iniciativa de la Municipalidad de Santiago, la camiseta de Universidad Católica fue preservada en la Cápsula Bicentenario el 28 de septiembre de 2010.
En el contexto del torneo nacional, Universidad Católica mostró un gran coraje y calidad futbolística transformándose en un merecido campeón. A falta de escasas fechas para el final del torneo, Colo-Colo, rival directo en la disputa por el título, poseía una cómoda ventaja de 7 puntos, pero Católica supo remontar la diferencia destacando los triunfos sobre Universidad de Chile por 4:2 y Cobreloa en Calama por 3:2 con un gol agónico de Juan Eluchans. La vuelta olímpica tuvo lugar en el Estadio San Carlos de Apoquindo el 5 de diciembre de ese año, luego de que Universidad Católica derrotara a Everton por 5:0 y obtuviera así su décima estrella en torneos oficiales. Fue el primer equipo chileno en ganar el Huemul de Plata y de paso recibió la denominación de Campeón del Bicentenario. En el balance de la campaña, Milovan Mirosevic estuvo más minutos en cancha (2627 en 31 partidos), seguido de Rodrigo Valenzuela (2367 en 27) y Jorge Ormeño (2124 en 26). La importancia de Mirosevic en el título del Bicentenario queda de manifiesto además con la consecución del Botín de Oro de la ANFP como goleador del torneo, con 19 goles. Otras figuras destacadas fueron Roberto Gutiérrez, Francisco Silva, y Darío Bottinelli. Una encuesta realizada por Radio Cooperativa demostró que para el 72% de los participantes en la votación Universidad Católica fue un justo campeón.

### Campeón Copa Chile 2011

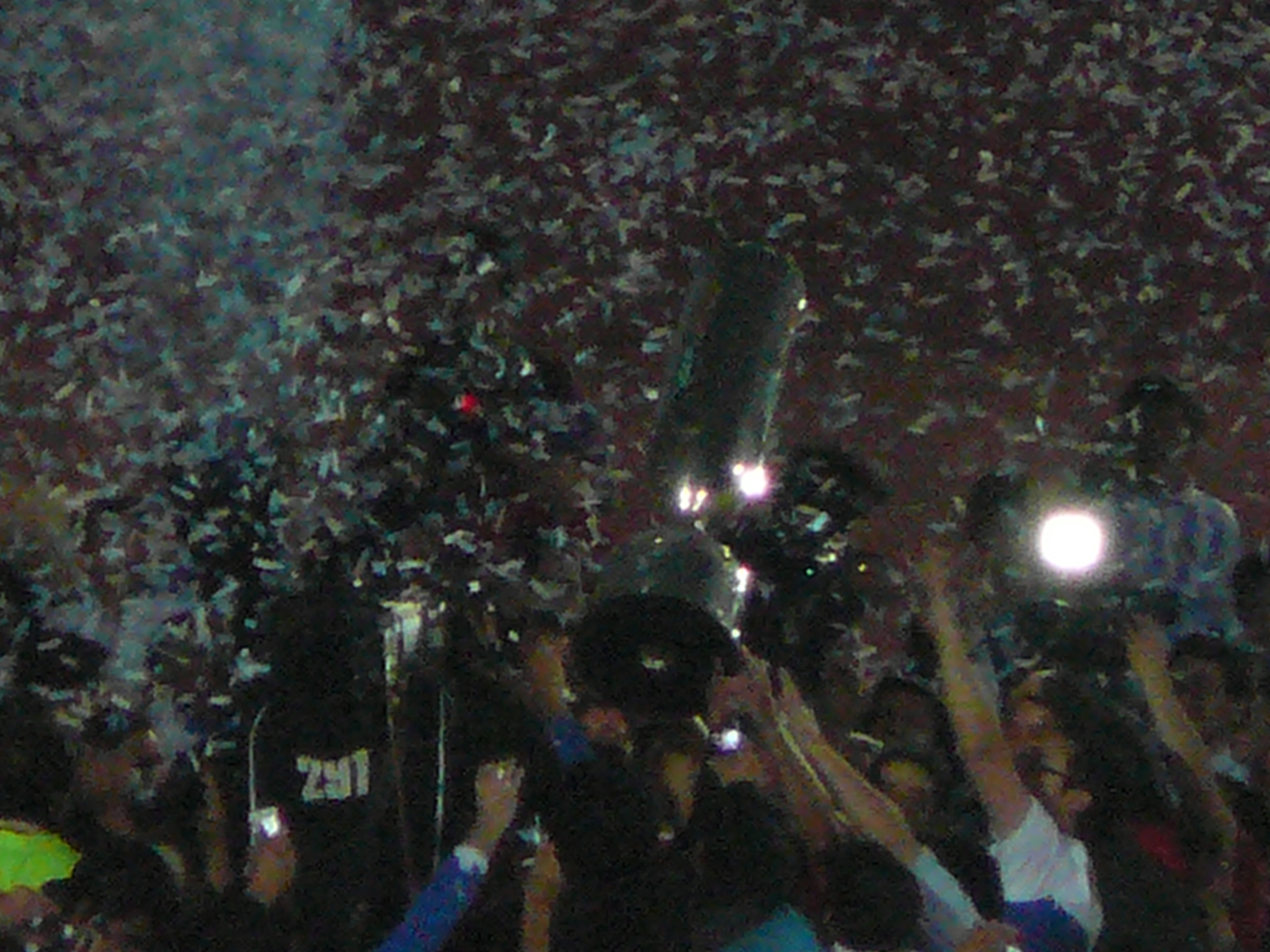
Universidad Católica fue campeón de Copa Chile 2011.

Universidad Católica ingresó al torneo Copa Chile 2011 en tercera fase por su condición de equipo de Primera División. En esa ronda enfrentó a Colo-Colo (3-0 y 0-0), Naval (2-0 y 2-0), y Ñublense (0-0 y 1-0). En cuartos de final, Universidad Católica eliminó a Audax Italiano tras vencer 2-0, perder 1-3 y ganar en penales 4-2. En semifinales, los cruzados superaron 1-0 y 5-4 a Universidad de Concepción, convirtiéndose en los finalista del campeonato. En la final de la Copa Chile 2011 su rival fue Magallanes, luego de perder en el juego de ida 1-0 y ganar en la vuelta por el mismo marcador, el marcador global quedó igualado 1-1 y fue necesario una definición mediante penales; Universidad Católica se impuso 4-2 en esa instancia y se adueñó de su cuarta corona en esa competición, además aseguró un lugar en la Copa Sudamericana 2012.
Por torneo nacional disputó el Torneo Apertura 2011, quedando en el primer lugar en el torneo nacional. Por los playoffs quedó en el segundo lugar tras disputar la final con Universidad de Chile. El partido de ida fue triunfo 2 a 0 del elenco cruzado como visita, y en el partido de vuelta Universidad Católica perdió por 4-1 y terminó con dos jugadores expulsados (Tomás Costa y Alfonso Parot). Como la UC no juega de local en San Carlos por clásicos, ambos encuentros se disputaron en el Estadio Nacional, donde la U hace de local. Tras la derrota en la final Juan Antonio Pizzi dejó Universidad Católica, siendo reemplazado por Mario Lepe, quedando en las semifinales de los playoffs por el Torneo Clausura 2011.
En el ámbito internacional obtuvo la clasificación a Copa Sudamericana como ganador de la fase regular del Torneo de Apertura en 2011. Luego cayó en la final frente a Universidad de Chile por un global de 4:3. Pese a lo anterior, el SIFUP le entregó el Premio al Mejor equipo en la Gala del Fútbol SIFUP. El 3 de marzo de 2011, Universidad Católica se impuso 4:3 sobre Vélez Sarsfield en Argentina por Copa Libertadores 2011, triunfo hasta entonces inédito en esas tierras para los cruzados. De esta forma se constituyó en el primer chileno en quedarse con una victoria en Argentina y Brasil (en conjunto) por la máxima competencia continental a nivel de clubes. El 26 de abril del mismo año ganó 2:1 a Gremio como visitante consiguiendo un nuevo triunfo en Brasil. Después de imponerse a Gremio por un global de 3:1 en Octavos de final, quedó eliminado en la llave de Cuartos contra Peñarol por un marcador global de 3:2.

### Subcampeón del Torneo Transición y la Copa Chile 2012-2013
Tras ganar la Copa Chile 2011, Mario Lepe continuó en la banca cruzada para la temporada 2012, disputó el Torneo Apertura 2012 quedando en el cuarto puesto en la clasificación general clasificando a los playoffs del torneo. Tras un desempeño irregular, Lepe dejó la escuadra cruzada y fue reemplazado internamente por Andrés Romero. Por los cuartos de final del torneo se enfrentó al quinto regular del torneo Unión Española, perdiendo 3 a 0 como visita en el Estadio Santa Laura, y en el partido de vuelta empató a 1 en San Carlos.
En el segundo semestre Cruzados fichó al uruguayo Martin Lasarte para dirigir Universidad Católica. Por el Torneo Clausura 2012, quedó noveno en el torneo quedando fuera de los playoffs, y de clasificaciones a torneos internacionales. Por la Copa Chile 2012-2013, la UC se enfrentó en la final a Universidad de Chile en el Estadio Germán Becker de Temuco. Católica perdió 2 goles a 1, con un gol al último minuto de Duma.
Con Lasarte al mando la franja disputó el Torneo de Transición 2013, a partir de ese torneo dejaron de existir los playoffs y se corona campeón al mejor del año por puntos. Universidad Católica igualo en puntos a Unión Española, 38 puntos cada uno, sin embargo la Unión se coronó campeón al mantener mejor diferencia de goles, 20 a 17, respectivamente.

### Triple subcampeonato nacional

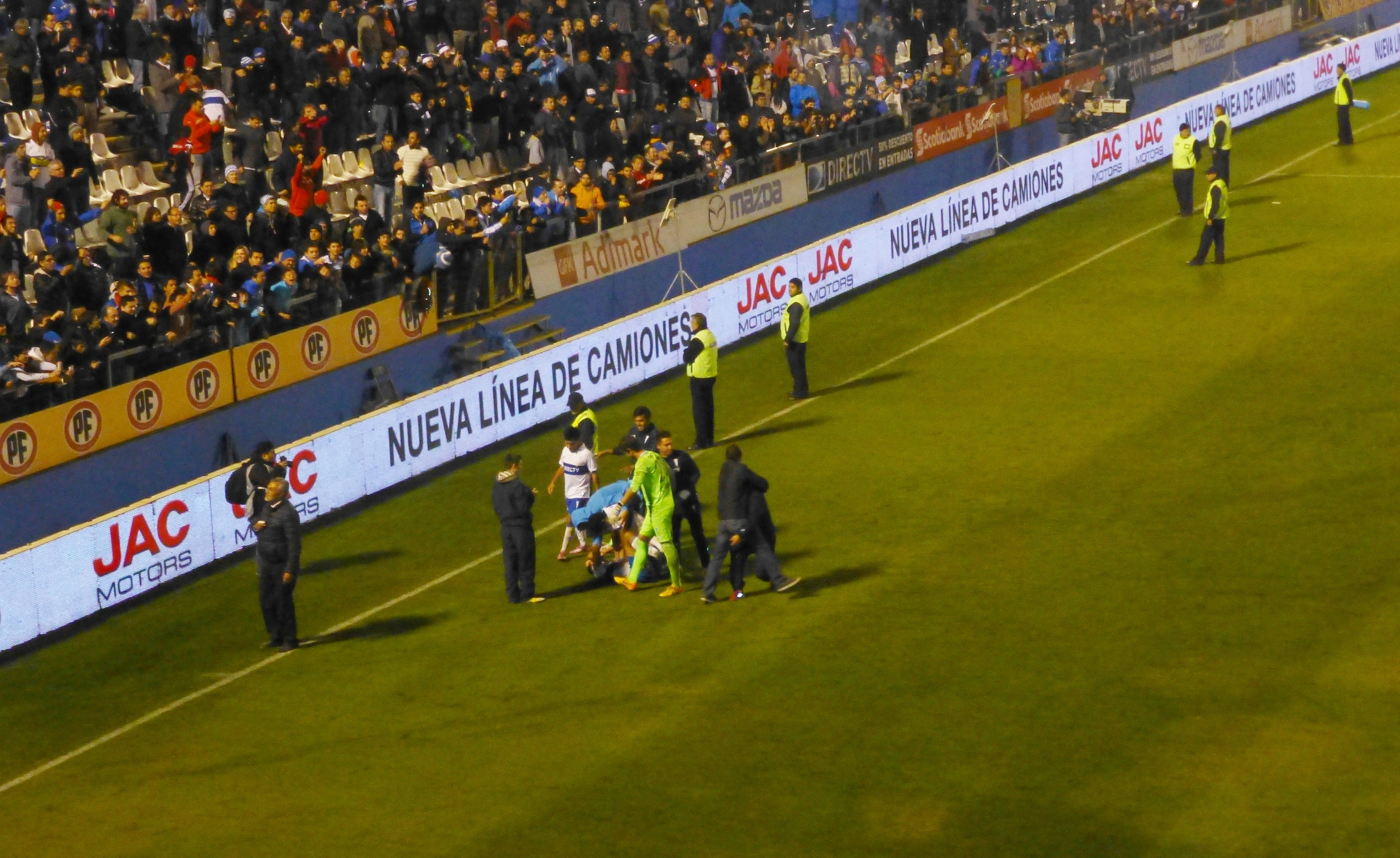
La alegría de Universidad Católica luego de imponerse en la final de la Liguilla Pre-Sudamericana o Postemporada 2015.

Luego de quedarse en segundo lugar del Transición 2013 por diferencia de goles, Universidad Católica con la continuidad de Lasarte para la temporada 2013-2014, el club disputó el Torneo Apertura 2013, quedando nuevamente en el primer lugar del torneo, igualando en puntos a O'Higgins, pese a tener mejor diferencia de goles, la ANFP cambio al inicio del torneo el criterio de diferencia de goles, disputándose una final entre ambos equipos en el Estadio Nacional. Ante unos 40.000 espectadores O'Higgins venció por la cuenta mínima a la Universidad Católica. Para el Torneo Clausura 2014, la UC fichó a Rodrigo Astudillo como nuevo entrenador técnico del quipo, La UC se quedó por tercera ocasión consecutiva en el segundo lugar del torneo nacional. El 29 de julio de 2014, Universidad Católica derrotó 1:0 a Valencia y obtuvo el Trofeo DirecTV correspondiente a los ganadores parciales de la Copa EuroAmericana.
Para la temporada 2014-15, Cruzados SADP contrató a Julio César Falcioni para dirigir el club, en el Torneo Apertura Falcioni tuvo un pésimo rendimiento en el club siendo despedido en la fecha 15 del torneo cuando la UC estaba en la ubicación 13, las dos restantes fueron dirigidas interinamente por Patricio Ormazábal. En la campaña del apertura Universidad Católica quedó en la ubicación 14 con un 33,3% de rendimiento, con 27 puntos menos del campeón de dicho torneo. Tras el despido de Falcioni, Mario Salas tomó la banca cruzada, en su primer campeonato en Torneo Clausura 2015 con el club mejoró el rendimiento del equipo a diferencia de la campaña anterior quedándose en el cuarto puesto de dicho torneo, con 29 puntos, a 5 del campeón, alcanzando un rendimiento del 56.9%. El 20 de mayo de 2015, Universidad Católica ganó la Liguilla Pre-Sudamericana o Postemporada del Clausura tras caer 1:3 en la final de ida, ganar por el mismo marcador en el partido de revancha e imponerse 6:5 en lanzamientos penales ante San Marcos de Arica.

### Campeón del Torneo Clausura 2016

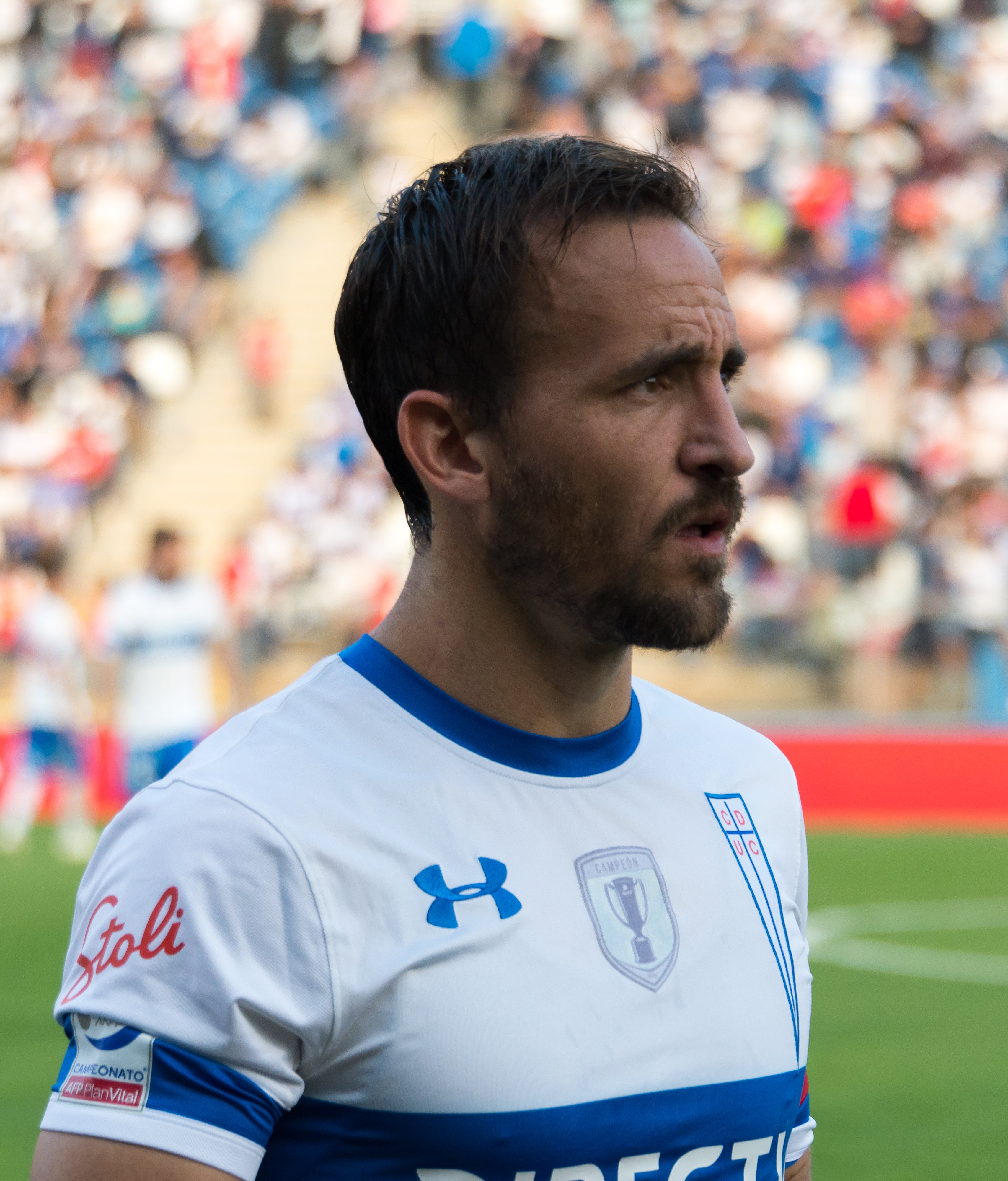
En 2016, José Pedro Fuenzalida volvió a Universidad Católica después de 9 años, marcando el gol que les dio título del Torneo Clausura 2016.

Durante la temporada 2015-16 de Universidad Católica, comenzó disputando el Torneo Apertura 2015. Frente a sus clásicos destaca el triunfo 2 a 1 sobre Colo Colo en San Carlos de Apoquindo, con goles de David Llanos y un gol agónico de Roberto Gutiérrez a último minuto. Frente a Universidad de Chile, Universidad Católica consiguió un empate a 2 en el Estadio Nacional, los dos goles cruzados fueron en los últimos minutos del encuentro Mark González a los 82 de penal y Michael Ríos al minuto 89. Tras quince partidos jugados con 10 triunfos, 2 derrotas y 3 empates, la UC quedó segunda a un punto del campeón de esa edición Colo Colo.
El 20 de diciembre de 2015, se impuso en la Liguilla Pre-Sudamericana del Apertura por 4:1 en el Estadio San Carlos de Apoquindo ante Palestino, luego de caer en la final de ida por 2:1, disputada en el Estadio Santa Laura. El 17 de enero de 2016, Universidad Católica comenzó a disputar el Torneo Clausura 2016, con un empate a dos frente a Deportes Iquique. En la penúltima fecha del torneo, con tres equipo disputando el torneo Universidad Católica, O'Higgins y Colo Colo, la UC que dependía de sí misma se enfrentaba a San Luis en el Estadio Lucio Fariña, dicho encuentro terminó a favor de San Luis por 1 a 0. El 30 de abril de 2016, en la última fecha, Universidad Católica debía ganar su encuentro y esperar que O'Higgins, quien dependía de sí mismo, no ganará su encuentro. En dichos encuentros, los tres equipos que peleaban el campeonato disputaron el partido en simultaneó, O'Higgins perdió frente a Universidad de Concepción en el Teniente de Rancagua por 1 a 2, Colo Colo, derrotó a Santiago Wanderers por 2 a 1 en el Estadio Monumental, mientras que la UC comenzó perdiendo ante Audax Italiano con un gol de Diego Vallejos, al terminar el primer tiempo, O'Higgins ya iba perdiendo 0 a 2 y la UC solo necesitaba ganar para salir campeón. Durante el transcurso del segundo tiempo, David Llanos, marcó el empate al minuto 70, y en la recta final del encuentro José Pedro Fuenzalida anotó el gol del triunfo al minuto 86. La UC luego de tres subcampeonatos consecutivos, volvió hacer campeón después del título de 2010, consiguiendo su estrella número once, quedando con 29 puntos, uno más que Colo-Colo y O'Higgins. Entre las figuras del campeón estuvieron Cristopher Toselli, Guillermo Maripán, Jaime Carreño, David Llanos, José Pedro Fuenzalida, Jeisson Vargas y Nicolás Castillo. En quince partidos, la franja totalizó nueve victorias, dos empates y cuatro derrotas.

### Primer bicampeonato nacional y campeón de la Supercopa 2016

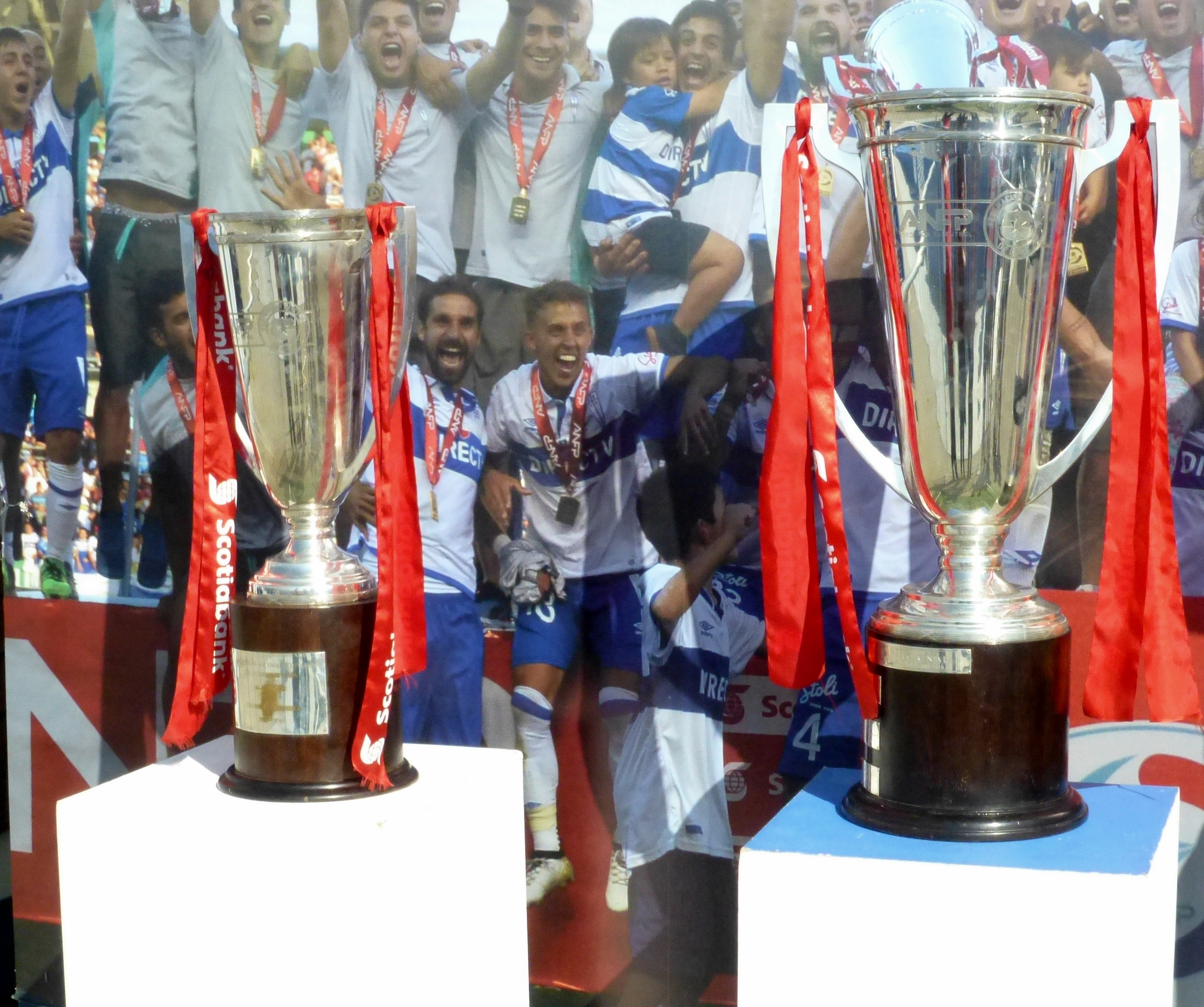
Bicampeonato 2016.

El 15 de septiembre de 2016, Universidad Católica, en su calidad de mejor campeón de la temporada 2015-2016, enfrentó a Universidad de Chile, campeón vigente de Copa Chile, por la Supercopa de Chile. El encuentro se disputó en el Estadio Ester Roa Rebolledo de Concepción. Con goles de Nicolás Castillo y José Pedro Fuenzalida, el equipo cruzado derrotó 2-1 a su clásico rival convirtiéndose en el supercampeón del fútbol chileno. Además, aumentó su superioridad por 13 a 6 en Definiciones entre Universidad Católica y Universidad de Chile.
Tras la obtención del Torneo Clausura, Universidad Católica para defender el título nacional, debutó en la primera fecha el 30 de julio de 2016 frente a Cobresal, dicho duelo terminó en empate a 1, con gol de Kalinski para el cuadro cruzado. Dentro de los clásicos disputados, Católica le ganó 3 a 0 a Universidad de Chile como visita en el Estadio Nacional, los goles fueron todos en el primer tiempo del encuentro, el primero un autogol de Jara, seguido de una anotación de Buonanotte, y otra de Castillo de penal. Con Colo Colo se enfrentaron por la fecha once en San Carlos de Apoquindo, dicho encuentro terminó en un empate a 2.
El 4 de diciembre de 2016, por la penúltima fecha del campeonato, Católica se enfrentaba a su escolta Deportes Iquique, con quien mantenía una ventaja de 3 puntos, el encuentro disputado en Cavancha, terminó con victoria de la franja por un 6 a 2 a favor, con cuatro goles de Nicolás Castillo y un doblete de Diego Buonanotte. En la última fecha del Apertura 2016, derrotó a Deportes Temuco por 2:0 en el Estadio Germán Becker, ambos goles convertidos por Nicolás Castillo. El 8 de diciembre de 2016, Universidad Católica obtuvo su duodécima estrella y el primer bicampeonato de su historia en torneos de Primera División. En quince partidos, Universidad Católica totalizó nueve victorias, cuatro empates y dos derrotas. Entre las figuras del equipo bicampeón estuvieron Cristopher Toselli, Guillermo Maripán, Alfonso Parot, César Fuentes, Enzo Kalinski, Diego Buonanotte, Ricardo Noir; José Pedro Fuenzalida y el mencionado Nicolás Castillo, goleador del torneo tal como el semestre anterior.

### Campaña irregular y subcampeón de la Supercopa 2017
Tras quedar en e cuarto puesto en el Torneo Clausura 2017, Mario Salas continuó en el equipo para dirigir el Torneo de Transición 2017. El 23 de julio de 2017, en el Estadio Nacional Julio Martínez Prádanos de Santiago, se disputó la fina de la Super Copa 2017, donde Universidad Católica, campeón del Torneo de Apertura 2016 y mejor posicionado en la tabla acumulada de la temporada, se enfrentó a Colo-Colo campeón de la Copa Chile MTS 2016. El encuentro terminó 4 a 1 a favor del conjunto albo, durante el encuentro, los cruzados iniciaron el encuentro a su favor, con gol del joven Benjamín Kuscevic, pero el marcador fue remontado por los albos con los goles de Esteban Paredes (2), Andrés Vilches y Jaime Valdés, este último mediante lanzamiento penal.
En el Torneo de Transición, Universidad Católica estaba muy lejos de sus rendimientos anteriores en las temporada anterior, perdiendo entre sus partidos frente a Colo Colo y Universidad de Chile en San Carlos de Apoquindo, y en el Estadio Nacional, respectivamente, por un 1 a 0 en ambos encuentros. El equipo que quedó en la ubicación 11, en un total de 15 partidos, contabilizó 4 triunfos, 4 empates y 7 derrotas, logrando solo 15 puntos, muy lejos del puntero Colo-Colo con 33. Tras su pésimo desempeño en el torneo nacional, su pronta eliminación en los octavos de la Copa Chile y sin clasificar a copas internacionales para la próxima temporada, el jueves 30 de noviembre de 2017, Mario Salas anunció que la empresa concesionaria Cruzados SADP había decidido terminar con su contrato.

### Campeón del campeonato nacional 2018

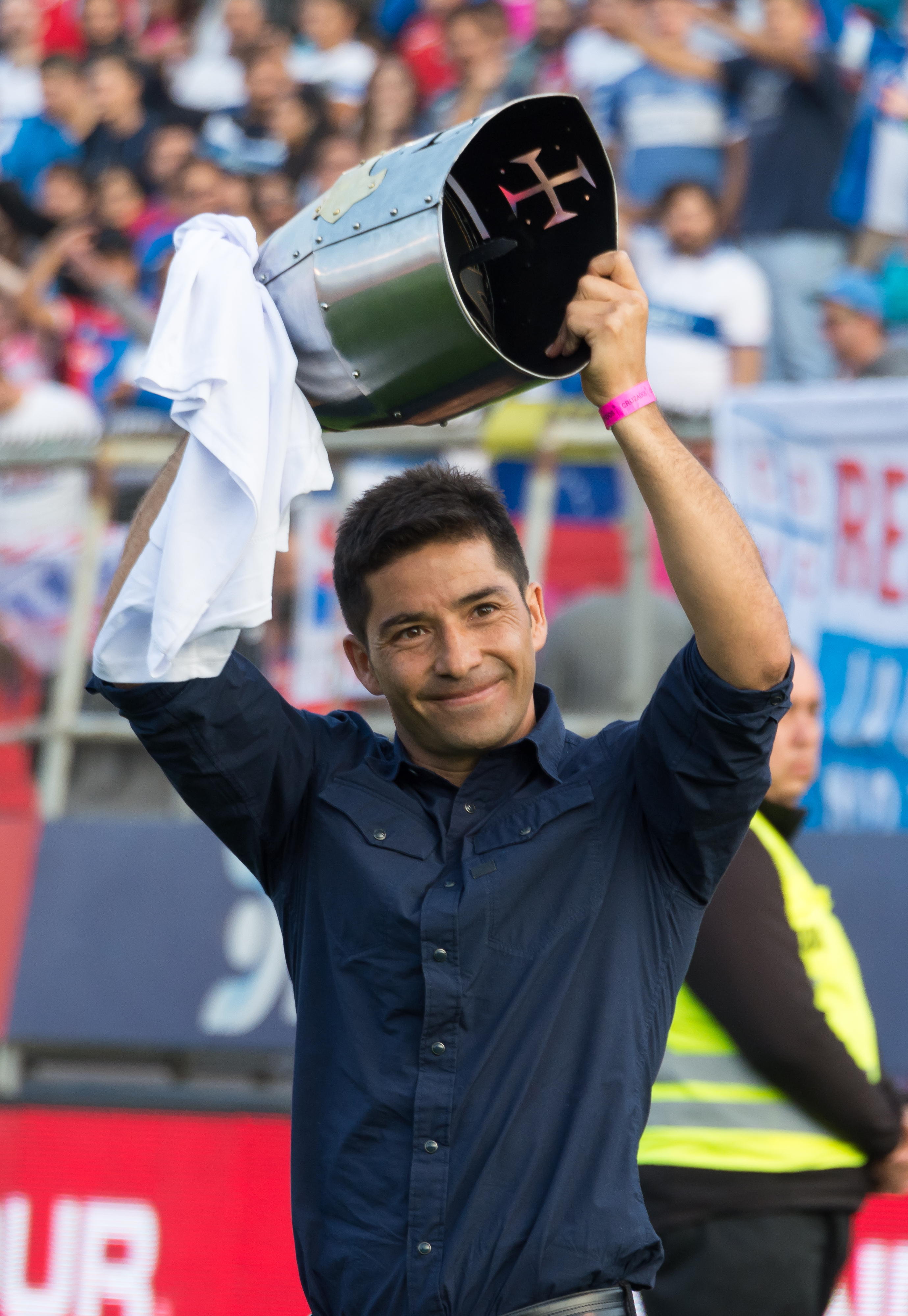
En 2018, tras la obtención del torneo nacional, Cristián Álvarez capitán de Universidad Católica se retiró oficialmente del fútbol profesional.

El 21 de diciembre de 2017, Beñat San José fue anunciado como nuevo entrenador de Universidad Católica por la concesionaria Cruzados SADP. El 30 de septiembre de 2018, Universidad Católica derrotó a Colo-Colo por 1-0 con gol de Luciano Aued de penal a los 55 minutos. El 20 de octubre de 2018, en partido válido por la fecha 26 del campeonato, el equipo cruzado enfrentó a su escolta Universidad de Concepción y lo derrotó por 1-0 en el Estadio San Carlos de Apoquindo ante 12.249 espectadores. Durante el encuentro, el jugador José Pedro Fuenzalida sufrió un corte en la cabeza a los 35 minutos de juego y, pese a sangrar, siguió jugando hasta el final del partido. El gol del triunfo fue convertido por Andrés Vilches a los 63 minutos. El portero Matías Dituro realizó una gran tapada a Luis Pedro Figueroa manteniendo el resultado a favor del equipo local.
El 2 de diciembre de 2018, Universidad Católica llegó a la última fecha del torneo con 3 puntos de ventaja sobre Universidad de Concepción. Su rival fue Deportes Temuco, equipo que disputaba su permanencia en la Primera División, en el estadio Germán Becker. El partido fue arduamente disputado y una fuerte infracción de Mathias Riquero terminó con la lesión del joven Ignacio Saavedra, una de las figuras del conjunto cruzado. Riquero fue expulsado y Temuco quedó con un jugador menos a los 6 minutos. No todo fue adverso para los locales, debido a que Matías Donoso abrió la cuenta mediante lanzamiento penal a los 14 minutos. A partir de entonces, Universidad Católica luchó por obtener la igualdad. A los 53 minutos Jaime Carreño anotó el 1-1 con un potente remate de derecha. A los 68 minutos, Andrés Vilches convirtió el 2-1 para los cruzados y desató los festejos del equipo campeón.
La campaña del campeón consistió en 17 triunfos, 10 empates y 3 derrotas, con 39 goles a favor y 25 en contra. La celebración cruzada fue masiva no solo en el Germán Becker sino en la denominada Plaza Italia, punto de encuentro tradicional en celebraciones deportivas o sociales, y otros lugares de Chile. Entre las figuras del campeón se encontraron Matias Dituro, Germán Lanaro, Benjamin Kuscevic, Luciano Aued, Ignacio Saavedra, José Pedro Fuenzalida y Diego Buonanotte. El campeonato significó además una despedida triunfal para Cristian Álvarez. Con su decimotercera estrella obtenida en 2018, Católica ganó 3 de los últimos 5 torneos nacionales hasta esa fecha. El 10 de diciembre de 2018, Cruzados SADP informó que Beñat San José había dejado la dirección técnica del equipo para evaluar nuevos desafíos.

### Segundo bicampeonato nacional y campeón de la Supercopa 2019
Tras la salida de Beñat San José, el 21 de diciembre de 2019, Gustavo Quinteros fue anunciado como el nuevo entrenador de Universidad Católica para la temporada 2019. Quinteros tuvo un estreno triunfal en el Torneo de Verano 2019. En la final de dicha competencia, Universidad Católica se impuso a Everton por 4:1. El 23 de marzo de 2019, Universidad Católica se consagró campeón de la Supercopa 2019, segundo título del club en aquel torneo. En su calidad de campeón de la temporada 2018 enfrentó a Palestino, campeón vigente de Copa Chile. El encuentro se disputó en el Estadio Sausalito de Viña del Mar. El equipo cruzado derrotó al cuadro de colonia por 5-0, siendo hasta esa fecha el resultado más abultado en el historial de finales. Los goles de Universidad Católica fueron convertidos por Benjamín Kuscevic, César Pinares, Sebastián Sáez, Diego Valencia y Diego Buonanotte.
El 14 de abril de 2019, por la fecha 8 del campeonato de la primera división 2019 se produjo la mayor goleada del Clásico universitario en partidos disputados en San Carlos de Apoquindo. Universidad Católica derrotó por 4:0 a Universidad de Chile. Los goles fueron convertidos por José Pedro Fuenzalida, Edson Puch, Duvier Riascos y Luciano Aued.
El 29 de noviembre de 2019, la franja logró un nuevo bicampeonato. Ganó su decimocuarto título de Primera División de Chile, el quinto conseguido en la década y el octavo torneo oficial desde 2010, considerando 1 Copa Chile y 2 Supercopas. Las protestas en Chile de 2019, conocidas como la Revolución de los 30 pesos o Chile despertó, motivaron que el Consejo de Presidentes de la ANFP decidiera concluir el torneo oficial a falta de seis fechas. Pese a su ventaja de 13 puntos sobre Colo-Colo en la tabla de posiciones, la postura oficial del club fue que el campeonato prosiguiera para no sacar ventajas deportivas. La campaña de Universidad Católica fue considerada muy exitosa, con 16 triunfos, 5 empates y 3 derrotas. Entre las figuras del bicampeón asomaron José Pedro Fuenzalida, Edson Puch, Matías Dituro, César Pinares, Benjamín Kuscevic, Germán Lanaro, César Fuentes  y Luciano Aued.

## Años 2020: un histórico tetracampeonato nacional
Durante los años 2020, Universidad Católica se coronó por primera vez tetracampeón del campeonato nacional, esto luego de ganar los títulos 2018, 2019, 2020 y 2021. La franja obtuvo dos títulos nacionales 2020 y 2021 y dos supercopa, las ediciones 2020 y 2021. En el ámbito internacional, alcanzó a Universidad de Chile en triunfos en Argentina por Torneos Conmebol, con tres cada uno. Además, en noviembre de 2021 alcanzó los 28 títulos oficiales y superó a Universidad de Chile, uno de sus rivales clásicos, que a 2021 se quedó con 27 celebraciones.

### Primer tricampeonato nacional y bicampeón de la Supercopa
El 12 de diciembre de 2019, Ariel Holan fue anunciado como el nuevo entrenador de Universidad Católica para la temporada 2020. El 16 de febrero de 2020 la UC se enfrentó a Colo Colo por la fecha 4 del torneo nacional, partido donde la Intendencia Metropolitana no permitió hinchada visitante para evitar, esto para evitar desmanes producto al contexto social que vivía el país por las protestas. El partido fue suspendido temporalmente al 73' por Piero Maza, tras caer objetos contundentes y fuegos de artificio a la cancha. Se decidió dar por terminado el partido con el resultado 0:2 en favor de UC con goles de Aued y Pinares.
El 4 de octubre de 2020, por la fecha 13 del torneo nacional, Universidad Católica se enfrentó a Universidad de Chile, en un encuentro que se disputó en San Carlos, con un triunfo por 3 a 0 del elenco cruzado, los goles fueron de Aued, Pinares y Zampedri. Tras una buena primera rueda en el campeonato con 12 triunfos, 3 empates y dos derrotas, Católica saco una ventajas en puntos ante sus escoltas Unión La Calera y Unión Española. En el ámbito internacional disputó la Copa Libertadores 2020, compartiendo grupo con Grêmio, Internacional y América de Cali, quedando en el tercer puesto y clasificando agónicamente a la Copa Sudamericana 2020, tras un gol al último minuto de Gremio. En la Sudamericana, fue eliminada en los cuartos de final por un global de 3-4, con un gol de Vélez Sarsfield al último minuto.
Luego de su eliminación en la Copa Sudamericana, Católica obtuvo una seguillida de empates en el torneo nacional, que ninguno de sus perseguidores pudo aprovechar. El 10 de febrero de 2021 por la penúltima fecha, Católica se enfrentó a su escolta Calera con quien mantenía una ventaja de cinco puntos, dicho encuentro terminó empatado a 0, y Católica ganó el primer tricampeonato de su historia, obteniendo el decimoquinto título de primera división, y el quinto de los últimos siete torneos oficiales en Chile. Lo logró tras obtener 17 triunfos, 11 empates y 5 derrotas. Los jugadores más destacados de la campaña fueron Matías Dituro, Valber Huerta, Germán Lanaro, Ignacio Saavedra, Luciano Aued, José Pedro Fuenzalida, Gastón Lezcano, Fernando Zampedri y Edson Puch.
Tras la obtención del título de Primera División, por tercera vez consecutiva, el técnico de la escuadra cruzada dejó la institución tras completar una temporada con el club. Holan fue reemplazado por el uruguayo Gustavo Poyet. Producto del retraso que provocó la pandemia del coronavirus la Supercopa 2020, se terminó jugando en marzo de 2021, donde la UC vigente campeón de la primera división 2019 se enfrentó al campeón de la Copa Chile de 2019, Colo Colo. El encuentro se disputó en el Estadio Nacional de Santiago y en el primer partido dirigido por Poyet, la escudra cruzada se coronó campeón de la Supercopa 2020 con un triunfo 4-2 sobre Colo Colo. Durante el encuentro, los albos comenzaron ganando por 2 a 0 con goles de Iván Morales y Leonardo Gil, pero el marcador fue remontado por los cruzados con los goles de Zampedri, Tapia en dos ocasiones, y Marcelino Núñez.

### Tetracampeonato nacional y tricampeón de la Supercopa

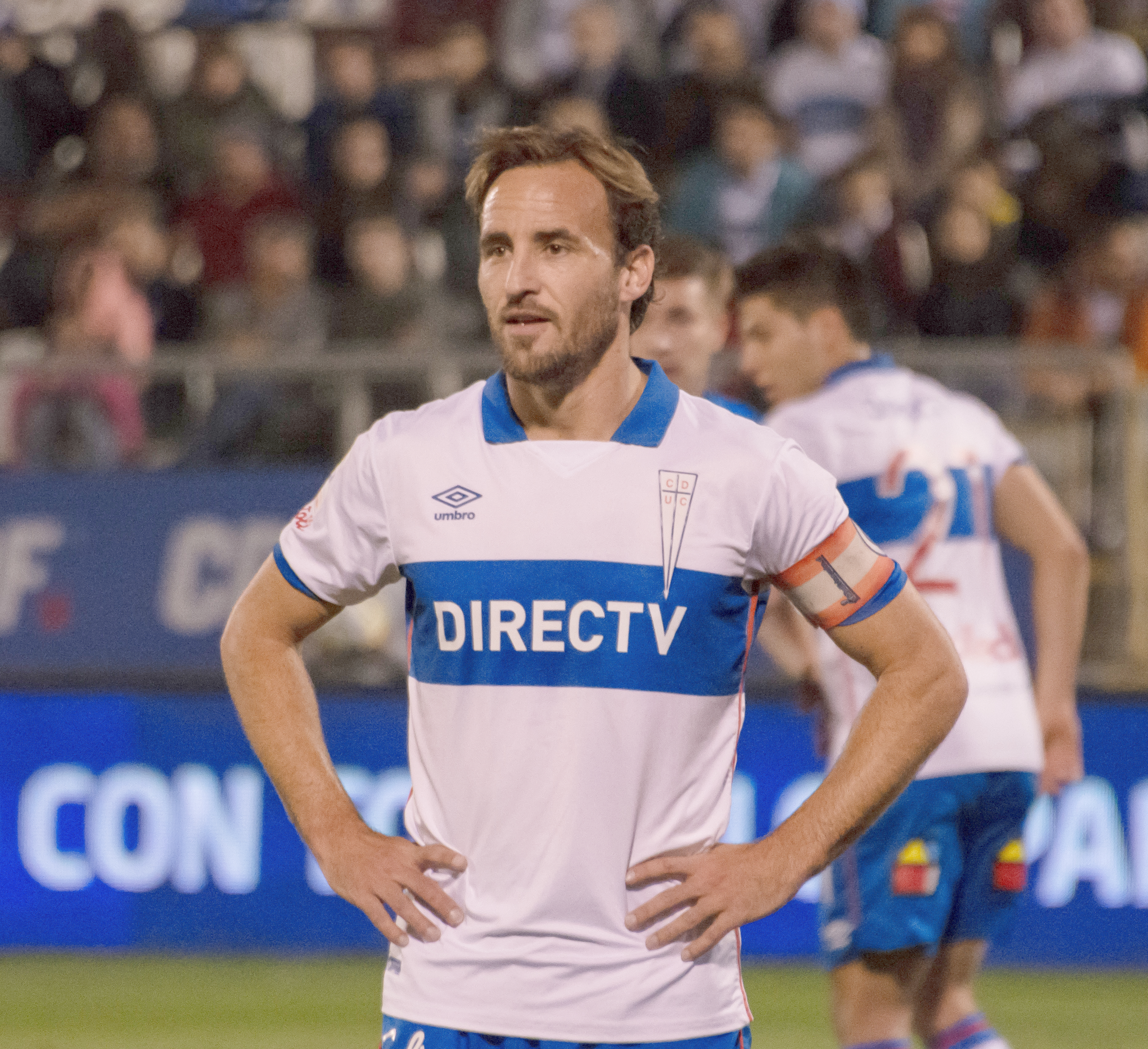
En 2021, José Pedro Fuenzalida se convirtió en el jugador con más títulos en Universidad Católica.

Luego de disputar su primer partido en la temporada 2020, la final de la Supercopa, Poyet comenzó ganando su primer duelo por torneo nacional frente a Ñublense. Por la Primera División y la Copa Libertadores, Universidad Católica consiguió tres derrotas al hilo, siendo Poyet cuestionado por los hinchas. En el ámbito internacional, Católica derroto por 1 a 0 a Argentinos Juniors de visita, consiguiendo su segundo triunfo en la historia por Copa Libertadores en territorio argentino, luego de vencer por 4 a 3 a Vélez Sarfield en 2011 y cortó su peor racha sin ganar en el extranjero por Libertadores, 10 años y 16 días, contabilizados desde el 26 de abril de 2011 en el triunfo de la UC ante Gremio por los octavos de final de la Copa Libertadores 2011. Por la última fecha de la fase de grupos, la UC venció por 2 a 0 a Atlético Nacional, con dicho triunfo la escuadra cruzada clasificó a los octavos de final de la Copa, cortando una racha de 10 años sin clasificar a esa instancia, luego de quedar primero del grupo en la edición 2011. Por los octavos de final ante Palmeiras, la UC de local fue eliminada por un global de 0 a 2 en contra.
En las copas nacionales la UC disputó la Copa Chile 2021, donde se enfrentó a Deportes Iquique quedando igualados en un global 4 a 4 y eliminándolos en tanda de penales por un marcador de 9 a 8. Luego de avanzar a los octavos de final, la UC se enfrentó a Everton, empatando sin goles el partido de ida disputado en el Sausalito y por la vuelta la franja fue derrotada por 0 a 2, quedando eliminada de la Copa Chile 2021 tras cuatro partidos jugados y ningún triunfo en dicho certamen. Por el torneo nacional sumado al mal desempeño en Copa Chile, la UC obtuvo una derrota por 2 a 1 frente a Universidad de Chile, perdiendo un invicto con el cuadro azul de tres años. Luego de perder por 0-3 ante Palestino, Gustavo Poyet dejó la institución cruzada el 30 de agosto de 2021, registrando en 18 partidos, 9 partidos ganados, 2 empates y 7 derrotas, dejando al club 8 puntos abajo con el líder del torneo Colo Colo a falta de 14 fechas, tras su despido fue reemplazado por su ayudante Cristian Paulucci.
En la final de la Supercopa de Chile 2021 con Paulucci, Universidad Católica enfrentó a Club Deportivo Ñublense, durante el tiempo reglamentario igualaron 1-1 con goles de Federico Mateos para los chillanejos y Fernando Zampedri, mediante lanzamiento penal, para el equipo de la franja. Precisamente, fue necesario dirimir el título mediante penales. En la definición, Universidad Católica se impuso por 7-6 a Ñublense. Falló Diego Buonanotte, y convirtieron para la franja Marcelino Núñez, Alfonso Parot, Ignacio Saavedra, Fernando Zampedri, Tomás Asta-Buruaga, Valber Huerta y Diego Valencia, jugador que dio el título a Católica. En Ñublense fallaron Mateos y Navarrete, y convirtieron Rivera, Abrigo, Guerra, Vargas, Pérez y Cerezo. Con este título, Universidad Católica se coronó tricampeón de la Supercopa o "SúperTricampeón". Además, superó en títulos oficiales a Universidad de Chile, uno de sus rivales clásicos. La Supercopa de Chile 2021 fue el cuarto de la franja en esta competición, siendo el club más ganador de ese trofeo.
Tras el despido de Poyet, por la Primera División la UC registro con Paulucci 7 triunfos consecutivos, su mejor racha de la temporada, en dichos partidos superó a los otros dos escoltas del puntero Audax Italiano, y Unión La Calera de visita, donde la institución no conseguía un triunfo en 36 años. Su racha de triunfos terminó tras perder ante el líder Colo Colo por 2 a 1, con un gol al último minuto de Parraguez, con dicha derrota, el club albo le sacó una ventaja de 5 puntos a la escuadra cruzada a falta de 6 fechas. En las 5 fechas siguientes, Colo solo consiguió 7 puntos de 15, mientras que la UC ganó sus 5 compromisos, entre ellos a Universidad de Chile y a una fecha del término del torneo quedó como puntero exclusivo del campeonato con 3 puntos más sobre los albos. En el último partido, la institución debió enfrentarse a Everton en el Estadio Sausalito en Viña del Mar, dicho partido terminó a favor de Católica 3 a 0 con autogol de Barroso y goles de Parot y Gutiérrez para la franja. Con este nuevo título, la UC alcanzó su estrella número 16 en Primera División, coronándose tetracampeón del torneo nacional, segundo club en hacerlo tras Colo Colo en las temporadas 2006 y 2007, y primero en ganar cuatro torneos largos de manera consecutiva.

### Subcampeón de la Supercopa 2022
El 23 de enero de 2021 Universidad Católica disputó la final de la Supercopa de Chile 2022 frente a Colo-Colo en el Ester Roa Rebolledo en Concepción. Durante el cotejo, el primer tiempo finalizó sin goles, sin embargo, en el segundo tiempo Colo Colo continuó con su dominio en el encuentro abriendo la cuenta Gil a los 62', y finalizando el partido Villanueva marcó el 2-0 para los albos a los 91' .
Por los torneos internacionales la UC quedó en el grupo H junto a Flamengo, de Brasil; Sporting Cristal, de Perú; y Talleres (C) de Argentina, teniendo un mal rendimiento en el mismo, por la última fecha el club solo aspiraba a clasificar a los octavos de final de la Copa Sudamericana dependiendo de sí mismo, pese a ello la franja perdió de local ante Talleres, pero la derrota de Sporting frente a Flamengo clasificó a la UC a Sudamericana como el peor tercero de la Copa Libertadores. Por la Copa Sudamericana, la institución se enfrentó a São Paulo de Brasil. Por el partido de ida, en un duelo marcado por tres expulsiones en el equipo rival, Universidad Católica no pudo de local ante São Paulo perdiendo por 2 a 4. Por la vuelta, Universidad Católica fue nuevamente derrotada por un marcador de 4-1, siendo eliminada finalmente de los octavos por un global de 8 a 3.
En el ámbito local, la suerte no fue distinta por la Primera División en un pésimo rendimiento de Cristian Paulicci, culminando su etapa en el club con 6 derrotas y una victoria en sus últimos 7 partidos dirigidos por el torneo nacional. lo que derivó en el término del vínculo contractual con el técnico Cristian Paulucci tras mutuo acuerdo. Al día siguiente se confirmó su remplazó que sería llevado a cabo interinamente por su ayudante técnico Rodrigo Valenzuela. Luego de empatar en el clásico ante Colo-Colo por 1-1, la institución anunció a Ariel Holan como su nuevo director técnico hasta diciembre de 2023. Con Holan al cargo, la franja que solo se mantuvo por debajo de la mitad de la tabla durante todo el primer semestre. Terminó en la séptima ubicación obteniendo un cupo para la Copa Sudamericana 2023.Por la Copa Chile, Universidad Católica le tocó enfrentarse a Unión San Felipe en partidos de ida y vuelta, ganándole con un resultado global de 6-1. Por los octavos se enfrentó a Audax Italiano, ganando la llave por un global de 5 a 0. Por los cuartos de final, la UC se enfrentó a su clásico rival, en una llave marcada por la suspensión del encuentro debido al lanzamiento de bombas de ruido al arquero Martín Parra de Universidad de Chile. Finalmente, la UC quedó eliminada por un global de 2 a 3.

### Campañas irregulares

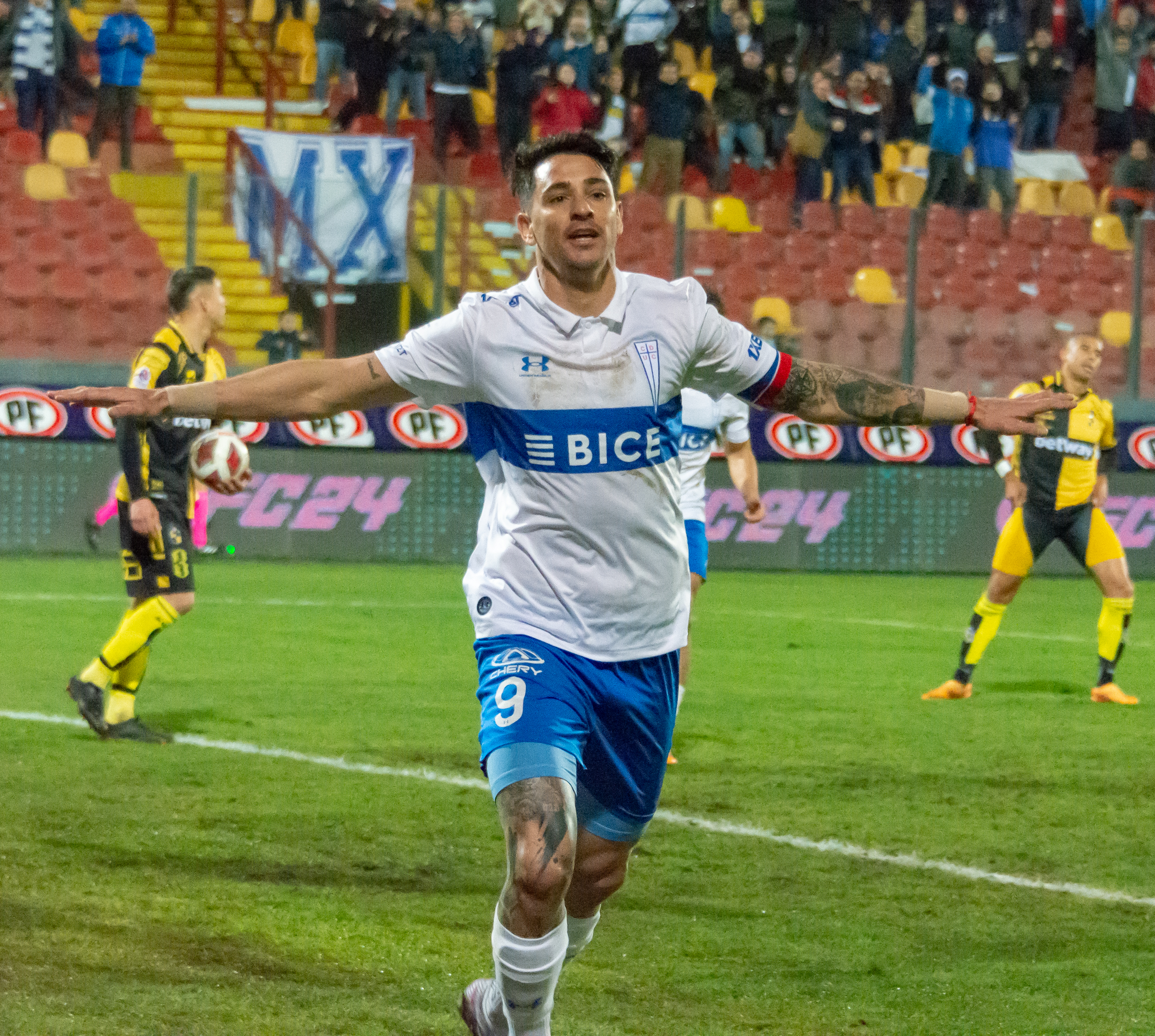
Fernando Zampedri, máximo goleador extranjero del club.

El 22 de enero el equipo disputó su primer partido oficial de la temporada por el torneo nacional. Fue un 3 a 0 frente a Everton, con el primer gol de Franco Di Santo y la primera asistencia de Alexander Aravena el club. Por la segunda fecha Aravena anotaría su primer gol con la franja abriendo la cuenta ante Curicó Unido, partido que finalizó en un 3 a 1 a favor de Universidad Católica. Por la tercera fecha Mauricio Isla anotaría su primer golal marcar el único descuento en la derrota por 2 a 1 ante Coquimbo Unido. El 18 de febrero en un partido que terminó con 7 expulsados, la UC derrotó a Audax Italiano, donde destacarían las primeras asistencias con el equipo de Kagelmacher y Rovira y las primeras anotaciones con el cuadro de Cuevas y Mena quienes marcarían el definitivo 2 a 1.  En los clásicos por la liga, el club consiguió un empate ante Colo-Colo, y tras un mes finalizada la primera rueda y un receso el club disputó su partido pendiente ante Universidad de Chile perdiendo por un categórico 3 a 0.
Por la segunda rueda del torneo nacional, renunció Ariel Holan de mutuo acuerdo. Asumió para el encuentro siguiente como interino Rodrigo Valenzuela,ganando 2 a 1 ante Coquimbo Unido por la fecha 18. Tras dicho encuentro asumió Nicolás Núñez como nuevo entrenador del club. El club nuevamente perdería ante Colo Colo perdiendo por 2 a 1 con dos goles en los minutos 96 y 101 de Benegas y Pizarro, mientras que el gol de Católica fue por parte de Aravena en el minuto 55. Mientras que en el clásico universitario nuevamente perdería esta vez por un 3 a 1. Por la última fecha del campeonato nacional, los cruzados ganaron por 3 a 0 a Unión La Calera con goles de Montes y un doblete de Tapia, terminando así en la séptima ubicación y un cupo para la Copa Sudamericana 2024.
Por el torneo nacional la UC quedó eliminado en la primera fase de la Copa Sudamericana 2023, frente a Audax Italiano por 3:2. Por la Copa Chile el equipo eliminó a Deportes Colina, Santiago Wanderers y Everton, clasificando a la semifinal nacional de la Copa. Su rival fue Colo-Colo, en la ida en Santa Laura terminaría con un empate sin goles. Por la vuelta el cacique terminaría ganado el encuentro en el Monumental, por la cuenta mínima con gol de Pizarro, marcándose así la eliminación de Universidad Católica de la Copa Chile.
Al igual que en la temporada pasada, por copas internacionales el equipo quedó eliminado en la primera fase en la Sudamericana 2024, esta vez ante Coquimbo Unido, por 2:0. Durante ese año, destacaría Fernando Zampedri, quién el 4 de mayo de 2024, al convertir en el triunfo de Universidad Católica por 2:1 sobre Unión Española, el delantero superó los 105 goles de Néstor Isella, y superó el récord de máximo goleador extranjero de la institución.

## Giras internacionales del Club Deportivo Universidad Católica
Las giras internacionales de Universidad Católica comenzaron en 1950, esa experiencia deportiva se inició el 26 de marzo ante Atlético de Madrid y culminó el 1 de mayo del mismo año frente a Bayern Múnich. Posteriormente emprendió otras aventuras al extranjero donde obtuvo títulos amistosos como el Trofeo Ciudad de Palma 1984, Trofeo Ciudad de Alicante en 1985, Trofeo Teide 1993 y Copa Exmex 2007.

## Palmarés resumido
Nota: en negrita competiciones vigentes en la actualidad.
| Torneos nacionales                                           | Torneos nacionales                                                                                       | Torneos nacionales |
| Competición                                                  | Títulos                                                                                                  | Subcampeonatos |
| ------------------------------------------------------------ | --- | --- |
| Primera División de Chile (16/21)                            | 1949, 1954, 1961, 1966, 1984, 1987, A-1997, A-2002, C-2005, 2010, C-2016, A-2016, 2018, 2019, 2020, 2021 | 1962, 1964, 1965, 1967, 1968, 1989, 1990, 1994, 1995, 1996, C-1997, 1999, 2001, C-2002, A-2007, C-2009, A-2011, T-2013, A-2013, C-2014, A-2015 |
| Copa Chile (4/8)                                             | 1983, 1991, 1995, 2011                                                                                   | 1958, 1961, 1962, 1982, 1984, 1989, 1990, 2012                                                                                                 |
| Supercopa de Chile (4/2)                                     | 2016, 2019, 2020, 2021 (Récord)                                                                          | 2017, 2022 |
| Segunda División de Chile (2/0)                              | 1956, 1975                                                                                               | |
| Copa de la República (1/0)                                   | 1983 (Récord)                                                                                            | |
| Torneo de Consuelo del Campeonato de Apertura de Chile (1/0) | 1949 (Récord compartido)                                                                                 | |
| Otras competiciones                                          | | |
| Liguilla Pre-Libertadores (8/2)                              | 1985, 1989, 1991, 1992, 1994, 1995, 1996, 1998 (Récord)                                                  | 1990, 2000 |
| Liguilla Pre-Sudamericana (3/2)                              | 2003, C-2015, A-2015 (Récord)                                                                            | 2002, 2007 |